# Danube
Vous lisez un « article de qualité » labellisé en 2007.
Pour les articles homonymes, voir Danube (homonymie).
« Duna » redirige ici. Pour la chaîne de télévision hongroise, voir Duna Televízió.
Le Danube (prononcé [da.nyb]) est un fleuve qui traverse ou longe dix pays d'Europe. Il prend sa source dans la Forêt-Noire en Allemagne lorsque deux cours d’eau, la Brigach et la Breg, se rencontrent à Donaueschingen où le fleuve prend le nom de Danube.
La longueur du Danube dépend du point de départ considéré : 2 852 km pour la confluence de Donaueschingen mais 3 019 km à partir de la source de la Breg. Sur le continent européen seule la Volga, qui coule entièrement en Russie, est plus longue. Le Danube coule de l’ouest à l’est et baigne plusieurs capitales de l’Europe centrale, orientale et méridionale : Vienne, Bratislava, Budapest et Belgrade. Le delta du Danube s'ouvre sur la mer Noire : partagé entre la Roumanie et l'Ukraine, il est protégé par une réserve de biosphère et est inscrit au patrimoine mondial de l’UNESCO.
Le Danube est depuis des siècles une importante voie fluviale connue dans l’Antiquité comme frontière septentrionale de l’Empire romain. De nos jours le fleuve traverse ou longe successivement l'Allemagne (7,5 %), l’Autriche (10,3 %), la Slovaquie (5,8 %), la Hongrie (11,7 %), la Croatie (4,5 %), la Serbie (9,4 %), la Bulgarie (5,2 %), la Roumanie (28,9 %), la Moldavie (1,7 %), l’Ukraine (3,8 %).
Son bassin versant s'étend sur 19 autres pays : l’Italie (0,15 %), la Pologne (0,09 %), la Suisse (0,32 %), la Tchéquie (2,6 %), la Slovénie (2,2 %), la Bosnie-Herzégovine (4,8 %), le Monténégro, la Macédoine du Nord, l’Albanie (0,03 %) et le Kosovo. La surface du bassin versant est de 802 266 km2. Il est parfois divisé en « bassin du haut-Danube » en amont du verrou de Schlögener Schlinge en Haute-Autriche, « bassin du moyen Danube » entre ce point et le verrou des Portes de fer, et « bassin du bas Danube » en aval de celles-ci.

## Hydronymie
Le nom allemand du Danube est Donau , en slovaque il s'appelle Dunaj, en hongrois Duna, en croate, serbe et bulgare il s’appelle Dunav (en cyrillique Дунав), en roumain Dunărea, en russe et ukrainien Дунай (Dunaï), en anglais (comme en français) Danube et en turc Tuna. Tous ces noms proviennent du latin Danubius qui serait le nom d’une divinité des fleuves. Cet étymon indo-européen se retrouve dans le sanscrit dānu qui signifie « rivière » ou « courant ». D’autres noms de cours d’eau européens reprennent peut-être cette même racine indo-européenne : le Donets, le Dniepr, le Dniestr, le Don en Russie, le Don au Royaume-Uni et Dão au Portugal. Il peut aussi faire penser à Danaos ou aux Danaïdes.
En allemand, la terminaison au vient de l'hydronyme germanique *awa et le terme « Donau » est utilisé depuis 1763. Dans des documents allemands plus anciens, on retrouve aussi les terminologies « Tonach » et plus tard « Donaw ».
Les autres appellations sont en latin Danubius ou Danuvius et en grec ancien Ἴστρος (Istros).

## Mythologie
Sous le nom d'Istros (en grec ancien : Ἴστρος / Ístros), le Danube est l'un des 25 fils de Téthys et d'Océan, cités par Hésiode dans sa Théogonie, où il relate la création du monde :

« Téthys à Océan enfanta les fleuves tourbillonnants : Nil, Alphée, Éridan aux tourbillons profonds, Strymon, Méandre, Istros aux belles eaux courantes, Phase, Rhésos, Achéloos aux tourbillons d'argent, Nessos, Rhodios, Halliacmon, Heptaporos, Granicos, Aisepos, le divin Simoïs, Pénée, Hermos, et Caïque au beau cours, le grand Sangarios, Ladon, Parthénios, Événos, Ardescos et le divin Scamandre. »

— Hésiode, Théogonie [détail des éditions] [lire en ligne].
Une autre version minoritaire en fait le fils de Thémisto, l'une des cinquante Néréides, conquête amoureuse de Zeus duquel elle enfanta Istros ), dieu-fleuve du Danube.
Le mythe des Argonautes rapporte que, pour rentrer à Argos, ils ont remonté l'Istros (Ister) à partir du Pont-Euxin (mer Noire) jusqu'à sa source et qu'ils sont ensuite revenus en mer Adriatique par une autre branche du fleuve. Diodore de Sicile (Ier siècle av. J.-C.) remarque l'impossibilité de la chose et attribue cette légende à l'homonymie entre l'Istros (Danube) et la région appelée l'Istrie au nord de la mer Adriatique. C'est le Danube qui se jette dans l'Inn à Passau (Allemagne) ; les anciens auraient remonté non le Danube mais l'Inn (au débit supérieur) jusqu'à sa source (près de St-Moritz), où se situe une importante ligne de partage des eaux (vers le Rhin et la mer du Nord, vers le Danube et la mer Noire, et vers le Pô et la mer Adriatique).
L'embouchure méridionale du Danube était occupée par la cité grecque milésienne d'Istros ou Histria fondée vers le VIIe siècle av. J.-C. Le fleuve marquait la frontière entre le monde grec et le monde scythe.

## Hydrographie

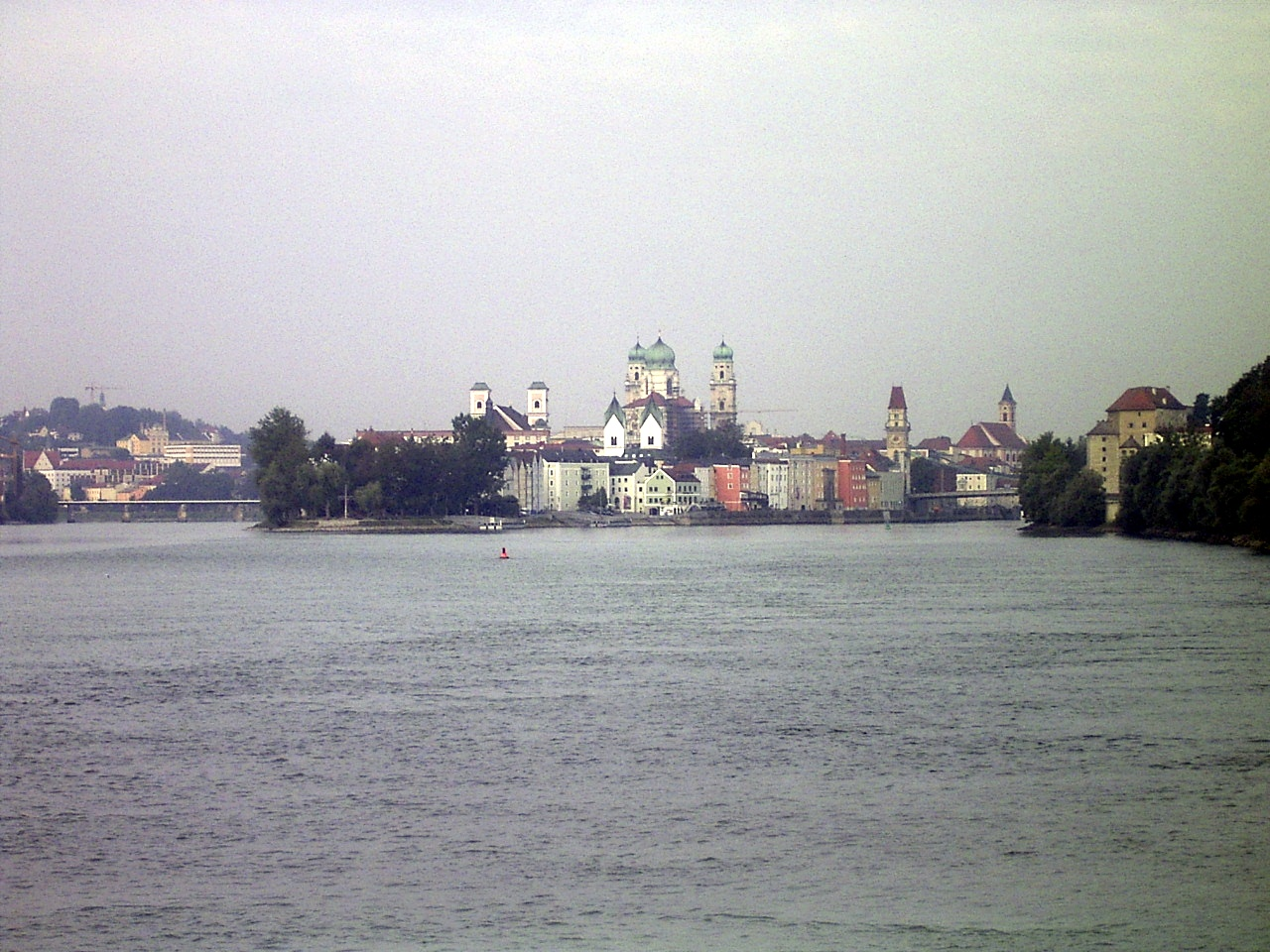
Confluent de l’Inn (à gauche) du Danube (à droite) et de l’Ilz à Passau (« Dreiflüssestadt » cité des trois fleuves), Allemagne.

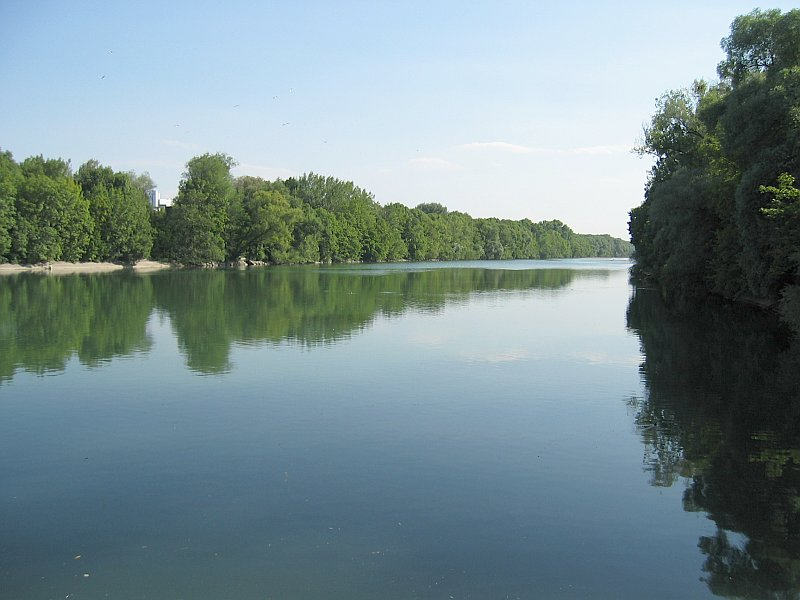
L’Isar, un des affluents alpestres du Danube, ici au nord de Munich.

Le Danube est un des seuls grands fleuves européens (avec le Pô) à s’écouler d’ouest en est. Il atteint, après un parcours de 2 852 kilomètres (longueur abrégée), la mer Noire dans la région du delta du Danube (4 300 km2), en Roumanie et en Ukraine. Contrairement aux autres fleuves, les kilomètres du Danube sont comptabilisés depuis l’embouchure jusqu’à la source, le point « zéro » officiel étant matérialisé par le phare de Sulina en bordure de la mer Noire. Ne sont donc pas pris en compte le parcours de la Breg, le cours initial du Danube, et le parcours principal dans son delta. Le bassin versant du Danube a une superficie de 802 266 km2.
Issus principalement des Alpes, les affluents les plus importants du Danube affluent rive droite. Une étymologie commune a donné le même nom à deux d'entre eux : le Morava. De la source à l’embouchure, les affluents majeurs sont :
- l’Iller pour 70 m3/s
- le Lech pour 118 m3/s
- l’Altmühl pour 22 m3/s
- la Naab pour 49 m3/s
- l’Isar pour 174 m3/s
- l’Inn pour 735 m3/s
- la Traun pour 150 m3/s
- l’Enns pour 195 m3/s
- le Kamp
- la Morava (Moravie) pour 110 m3/s
- le Raab pour 63 m3/s
- la Váh pour 161 m3/s
- le Hron pour 55 m3/s
- l’Ipeľ pour 22 m3/s
- le Sió, émissaire du lac Balaton, pour 39 m3/s
- la Drave pour 577 m3/s
- la Tisza pour 794 m3/s
- la Save pour 1 564 m3/s
- le Timiș pour 47 m3/s
- la Morava (Serbie) pour 232 m3/s
- le Timok pour 31 m3/s
- le Jiu pour 86 m3/s
- l’Iskar pour 54 m3/s
- l’Olt pour 174 m3/s
- la Vedea
- le Yantra pour 47 m3/s
- l’Argeș pour 71 m3/s
- la Ialomita pour 45 m3/s
- le Siret pour 240 m3/s
- le Prut pour 110 m3/s

## Hydrologie

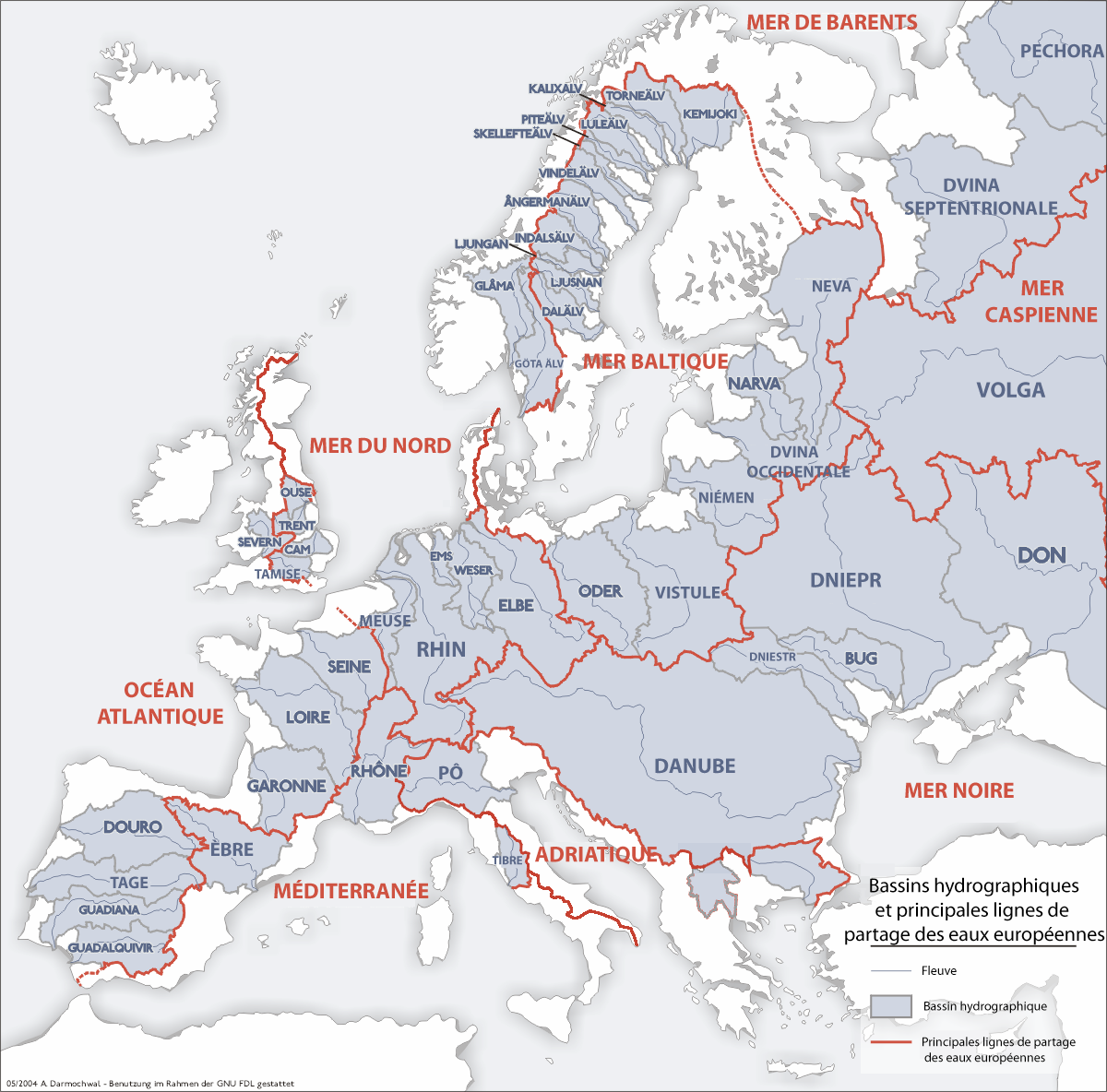
Des bassins hydrographiques d’Europe, celui du Danube est l’un des plus vastes. Les lignes rouges correspondent aux principales lignes de partage des eaux européennes.

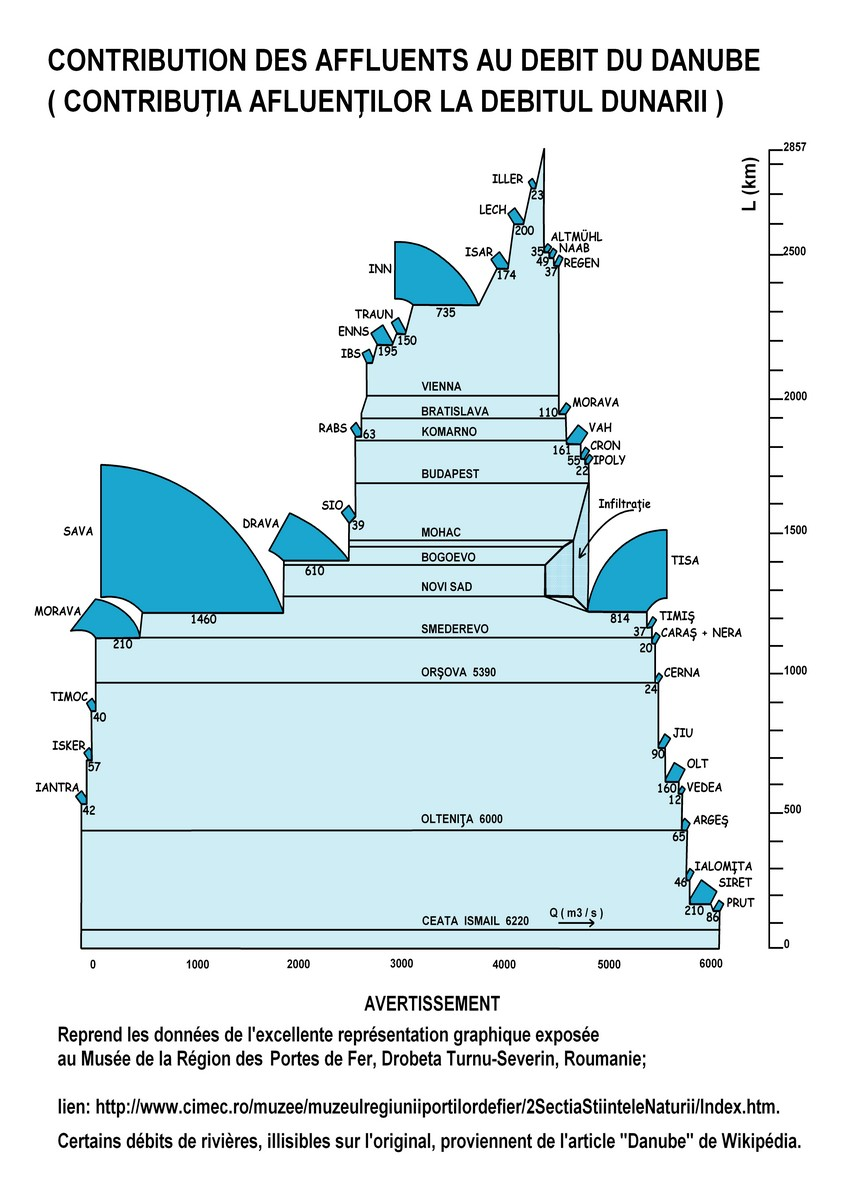

Le débit du Danube, 6 500 m3/s mesurés à la défluence des trois bras du delta, pour un débit spécifique ou Qsp de 8,1 l s−1 km−2, est la résultante de l’écoulement des précipitations sur l’ensemble de son bassin versant variant de 2 000 mm à 3 000 mm dans la partie alpine à 600 mm en Moravie pour une moyenne de 800 mm environ. Les divers affluents du Danube présentent une grande hétérogénéité dans leur régime : régime pluvial océanique en Bavière occidentale, nivo-pluvial de montagne en Autriche, pluvio-nival de plaine en Hongrie, nival de plaine en Valachie-Moldavie.
Le régime pluvio-nival complexe du Danube rend compte de ces diverses influences. Jusqu’à Ulm, il subit l’influence océanique avec un maximum d’abondance hivernale. Puis, ses affluents alpins — le Lech, l’Isar, l’Inn, l’Enns, l’Ybbs — rendent le Danube alpestre à 80 %. Le fleuve est alors sensible à la rétention hivernale et la fusion nivale lui donne à Linz un débit minimum en décembre et un maximum en mai ou juin (pour une moyenne de 1 710 m3/s). L’influence nivale reste sensible jusqu’à Vienne (débit moyen de 2 237 m3/s), le maximum de juin étant encore grossi par les averses estivales propres à l’Europe centrale. Ces précipitations sont responsables d’inondations catastrophiques, le Danube roulant jusqu’à 5 fois son débit habituel : 8 000 m3/s en juin 1965 et 1970, 9 000 m3/s en juillet 1899. À Budapest et à Bratislava, la fonte hivernale de la plaine maintient le maximum d’abondance en mai-juin. L’apport des eaux de la Tisza et de la Save rendent les hautes eaux plus précoces, désormais au printemps (avril-mai), et creusent les basses eaux de juin à septembre (c’est le cas à Giurgiu où le débit atteint 5 900 m3/s). À partir des Portes de Fer, le Danube devient sensible au régime climatique annonçant celui de la steppe russe et donnant des débits estivaux très bas.
Les hivers rudes liés au climat continental font que le Danube charrie des glaces presque tous les ans et se trouve pris à un quelconque point du cours (les défilés, surtout) un an sur deux ou trois. Il peut s’ensuivre, lors du dégel, des inondations en amont du barrage de glace (celles de mars 1956 ont été les plus importantes). Les principaux dégâts sont enregistrés en Hongrie dont la plaine est régulièrement envahie par les eaux, ce qui a nécessité une politique d’aménagement avec construction de digues et rectification du cours.
Le Danube semble fin 2011 connaître une situation exceptionnellement basse (de l'Allemagne au Bas-Danube, en passant par l'Autriche et la Hongrie) à cause d'un manque d'eau. Les barges ne peuvent être chargées à pleine capacité, le chenal s'est réduit au point que là où 6 barges passaient en largeur, seule une peut circuler (début décembre 2011), ce qui réduit aussi l'activité des ports.

## Géologie

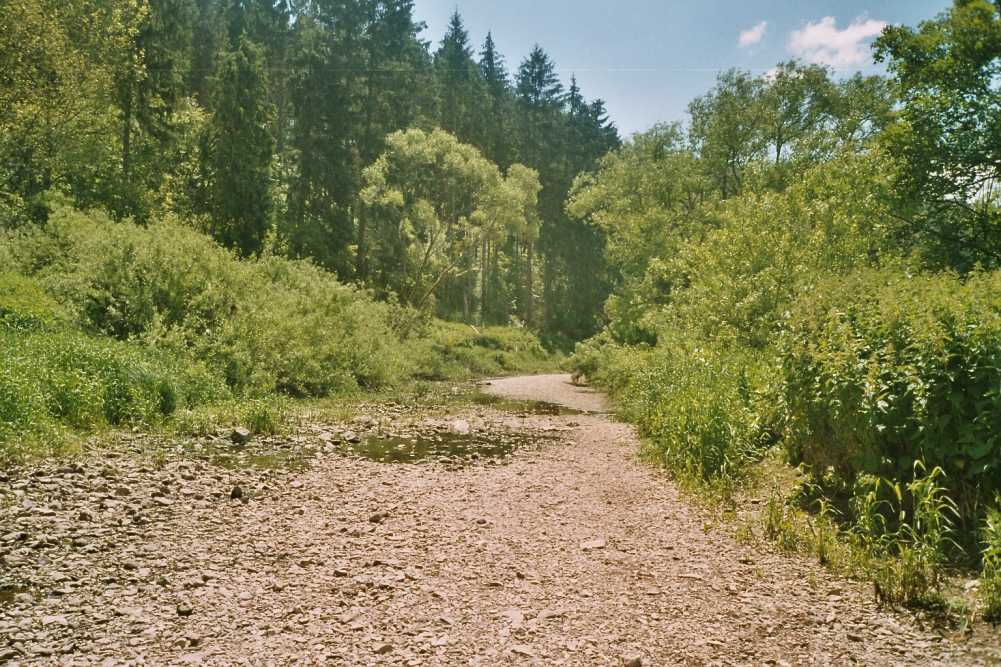
Pertes du Danube (Donauversickerung) entre les communes d'Immendingen et de Fridingen, en Allemagne.

D’un point de vue géologique, le Danube est beaucoup plus ancien que le Rhin dont le bassin versant en Allemagne du sud est en concurrence avec celui du Danube. Ceci entraîne quelques particularités.
Le Rhin est le seul fleuve alpin qui s’écoule vers le nord en direction de la mer du Nord. Ce faisant, il récupère les eaux européennes qui s’écoulent vers le nord et sépare certaines parties de l’Allemagne du Sud en deux.
Jusqu’à la dernière période glaciaire, le Rhin ne commençait qu’à l’extrémité sud-ouest de la Forêt-Noire. L’eau des Alpes, qui de nos jours s’écoule dans le Rhin, était transportée à cette époque et ce jusqu’à la période de la glaciation de Riss vers l’est par le Danube originel. Le cours de celui-ci passait plus loin au nord le long d’une ligne Wellheim – Dollnstein – Eichstätt – Beilngries – Riedenburg.
Les gorges de l’actuel Jura souabe, aujourd’hui dénuées de cours d’eau, sont des restes du lit de cet ancien fleuve qui était nettement plus important que le Danube que nous connaissons. Après qu’une partie de la plaine du Rhin supérieur a été formée par l’érosion, la plus grande partie des eaux descendant des Alpes a changé de direction pour rejoindre le Rhin.

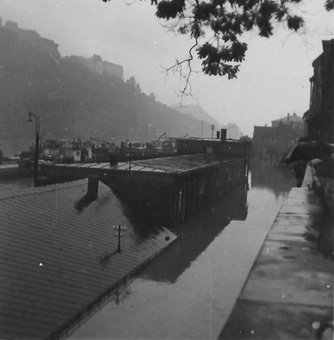
L’inondation du siècle du Danube en 1954 à Passau.

Jusqu’à la période actuelle, une partie des eaux du Danube se perd dans la roche calcaire poreuse du Jura souabe et rejoint le Rhin situé plus bas. Comme ces grandes quantités d’eau érodent de plus en plus cette roche calcaire, on suppose que le Danube supérieur disparaîtra un jour complètement au profit du Rhin.
Près d’Immendingen, le Danube s’assèche presque complètement car ses eaux s’infiltrent dans le sol et, en passant par des rivières et des grottes souterraines, rejoignent l’Aachtopf distant de quatorze kilomètres qui alimente le lac de Constance et donc indirectement le Rhin. On appelle ce phénomène les pertes du Danube. Il s'agit là d'un phénomène de capture. Lorsque les eaux sont très basses, les eaux du Danube s’infiltrent en totalité dans le sol et il est alors seulement alimenté par le Krähenbach (en) (qui devient de facto la source du Danube en été), et l'Elta (en). Comme ces périodes de sécheresse ont fortement augmenté ces dernières années, une partie de l’eau du Danube a été dérivée de cette zone à travers une galerie souterraine. La galerie, ainsi que la chute d’eau artificielle qui fait partie de l’ouvrage, se trouvent après la sortie du village d’Immendingen et débouche à Möhringen an der Donau.
Jusqu’à la région située en aval de Vienne, le régime du Danube l’apparente plutôt à un fleuve de montagne et ce n’est qu’ensuite qu’il présente les caractéristiques d’un grand fleuve de plaine. Des facteurs comme la fonte rapide des neiges ainsi que les fortes précipitations du milieu alpin favorisent un gonflement brutal du fleuve et le déclenchement d’inondations. En régularisant le cours d’eau et en supprimant une partie des zones inondables, l’homme a amplifié ce phénomène : l’étendue des inondations a augmenté au cours du XXe siècle. Les inondations les plus fortes au cours du dernier siècle ont eu lieu en 1954, 1988, 2002 et 2013.

## Géographie

### Vue d’ensemble
Pays riverains du Danube et kilométrage de frontière depuis la source (haut) jusqu'à l'embouchure (bas).
Le Danube est formé de deux ruisseaux descendant de la Forêt-Noire, la Breg et la Brigach. La Breg prend sa source près de Furtwangen im Schwarzwald, à 1 078 mètres d’altitude. Ayant un parcours plus long, sa source, qui ne se situe qu’à cent mètres de la ligne de partage des eaux du bassin du Rhin, est considérée comme la source géographique du Danube. Les deux ruisseaux se réunissent à Donaueschingen où, dans le parc du château, se trouve la fontaine monumentale du XIXe siècle, dite « Donauquelle », symbolisant la source officielle. Le Danube traverse ensuite le Bade-Wurtemberg et la Bavière, arrosant les villes de Sigmaringen, d’Ulm, de Ratisbonne et de Passau, puis le nord de l’Autriche (en passant par Linz et Vienne), longe le Sud de la Slovaquie en passant par Bratislava, traverse la Hongrie du Nord au Sud en passant par Budapest, longe la Croatie à l’Est, traverse le Nord de la Serbie en passant par Belgrade, marque la frontière entre la Serbie et la Roumanie puis entre la Roumanie et la Bulgarie avant de se jeter dans la mer Noire en Roumanie, en formant un large delta qui borde la frontière avec l’Ukraine. La République de Moldavie a un accès de quelque 300 mètres à la rive gauche du fleuve à Giurgiuleşti (entre Galați et Reni), qu'elle cherche à élargir. Entre la Moldavie et la Roumanie d'un côté, et l'Ukraine de l'autre quelques petits litiges subsistent.
Le Delta du Danube comporte plusieurs bras dont les trois principaux sont accessibles aux bâtiments maritimes de gros tonnage : Chilia, Sulina et St-Georges. C'est une région naturelle protégée en Roumanie, notamment pour la forêt Letea d’aspect tropical. Il est classé au patrimoine mondial par l’Unesco depuis 1991. La Roumanie, qui a inauguré en 1984 le canal Danube-Mer Noire reliant Cernavodă à la mer Noire en 64 km comme raccourci de 400 km, s’inquiète des répercussions sur l’environnement de l’aménagement du canal de Bystroe par l’Ukraine.
La contribution des différents pays riverains au débit du Danube est la suivante : Autriche (22,1 %), Roumanie (17,6 %), Allemagne (14,5 %), Serbie (11,3 %), Bosnie (8,8 %), Croatie (6,4 %), Hongrie (4,3 %), Ukraine (4,3 %), Bulgarie (3,7 %), Slovénie (3,1 %), Slovaquie (1,9 %), Tchéquie (1,2 %), Moldavie (0,7 %).
La population située sur le bassin hydrographique danubien s'élevait à 81 millions en 2005.
Dix pays se trouvent en bordure du Danube. Le fleuve sert de frontière sur une longueur de 1 070,9 kilomètres soit 37 % de sa longueur totale. Quatre pays ne se situent que sur un seul rivage (la Croatie, la Bulgarie, la Moldavie et l’Ukraine).
| Pays      | une des rives | rive droite | rive droite | deux rives | deux rives | rive gauche | rive gauche |
| Pays      | km            | km          | %           | km         | %          | km          | %           |
| --------- | ------------- | ----------- | ----------- | ---------- | ---------- | ----------- | ----------- |
| Allemagne | 687,00        | 658,6       | 23          | 658,6      | 36         | 687,0       | 24          |
| Autriche  | 357,50        | 357,5       | 12          | 321,5      | 18         | 321,5       | 11          |
| Slovaquie | 172,06        | 22,5        | 1           | 22,5       | 1          | 172,1       | 6           |
| Hongrie   | 417,20        | 417,2       | 14          | 275,2      | 15         | 275,2       | 10          |
| Croatie   | 137,50        | 137,5       | 5           | 0,0        | 0          | 0,0         | 0           |
| Serbie    | 587,30        | 449,8       | 16          | 220,5      | 12         | 358,0       | 12          |
| Roumanie  | 1075,00       | 374,1       | 13          | 319,6      | 18         | 1020,5      | 35          |
| Bulgarie  | 471,55        | 471,6       | 16          | 0,0        | 0          | 0,0         | 0           |
| Moldavie  | 0,57          | 0,0         | 0           | 0,0        | 0          | 0,6         | 0           |
| Ukraine   | 53,94         | 0,0         | 0           | 0,0        | 0          | 53,9        | 2           |

### Parcours détaillé de la Forêt-Noire à la mer Noire

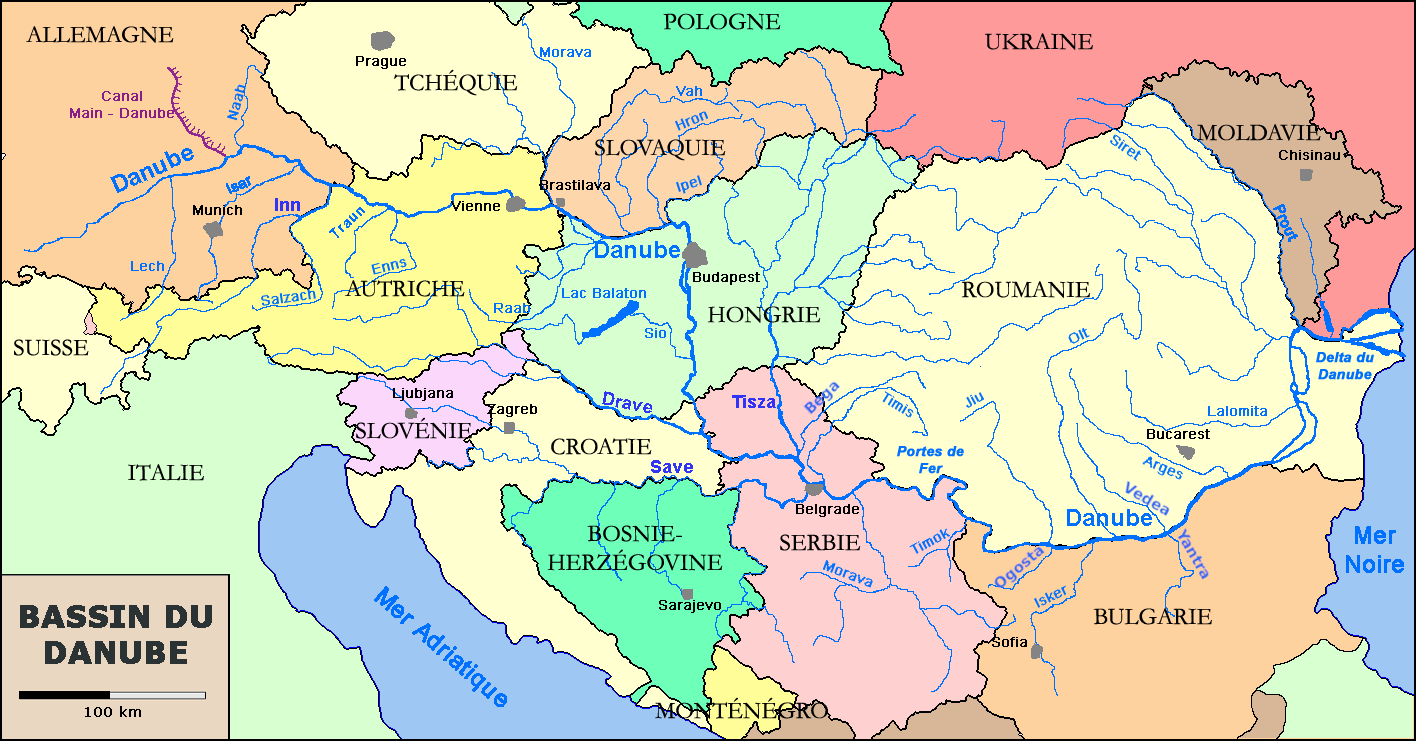
Carte politique du bassin du Danube.

#### Allemagne

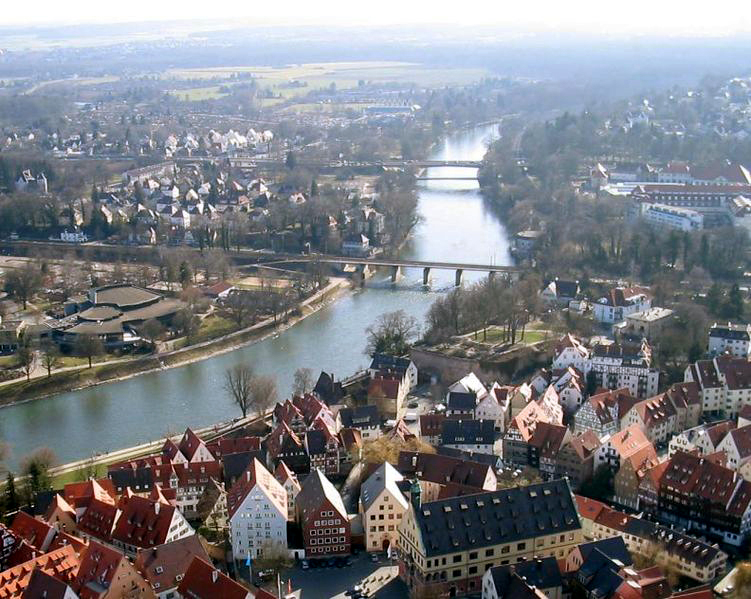
Le Danube à Ulm (vu depuis le clocher de la cathédrale).

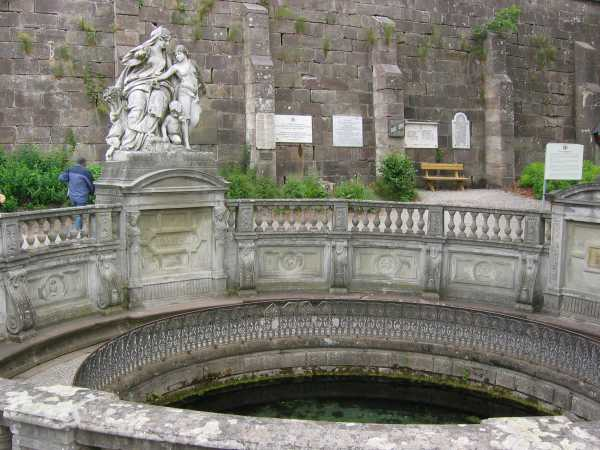
La « source du Danube » à Donaueschingen.

Le Danube se forme vraiment à 1,4 kilomètre à l’est de Donaueschingen, en Allemagne, au confluent des deux ruisseaux la Brigach et la Breg, ce que rappelle la rengaine scolaire « Brigach und Breg bringen die Donau zu Weg » (« Le Brigach et la Breg mettent le Danube en route »), ce qui équivaut au proverbe français « les petits ruisseaux font les grandes rivières ».
Le Danube parcourt plus de 687 kilomètres en Allemagne, depuis sa source jusqu’à la frontière germano-autrichienne, et est de ce fait le troisième plus long fleuve du pays. Les plus grandes villes situées en bordure du fleuve sont Tuttlingen, Sigmaringen, Ulm, Neu-Ulm, Ingolstadt, Ratisbonne (Regensburg), Straubing et Passau.
Ses affluents droits sont l’Iller à Neu-Ulm, le Lech près de Marxheim (à l’est de Donauworth) et l’Isar près de Deggendorf ainsi que l’Inn à Passau ; ses affluents gauches sont la Wörnitz à Donauworth, l’Altmühl après Kelheim, la Naab et le Regen près de Ratisbonne. Beaucoup de rivières plus petites sont également des affluents du Danube comme la Riß, la Rot, la Große Lauter, la Blau, la Günz, la Brenz, la Mindel, la Zusam, la Schmutter, la Paar, l’Abens, la Große Laber, la Vils ainsi que l’Ilz, l’Erlau et la Ranna.

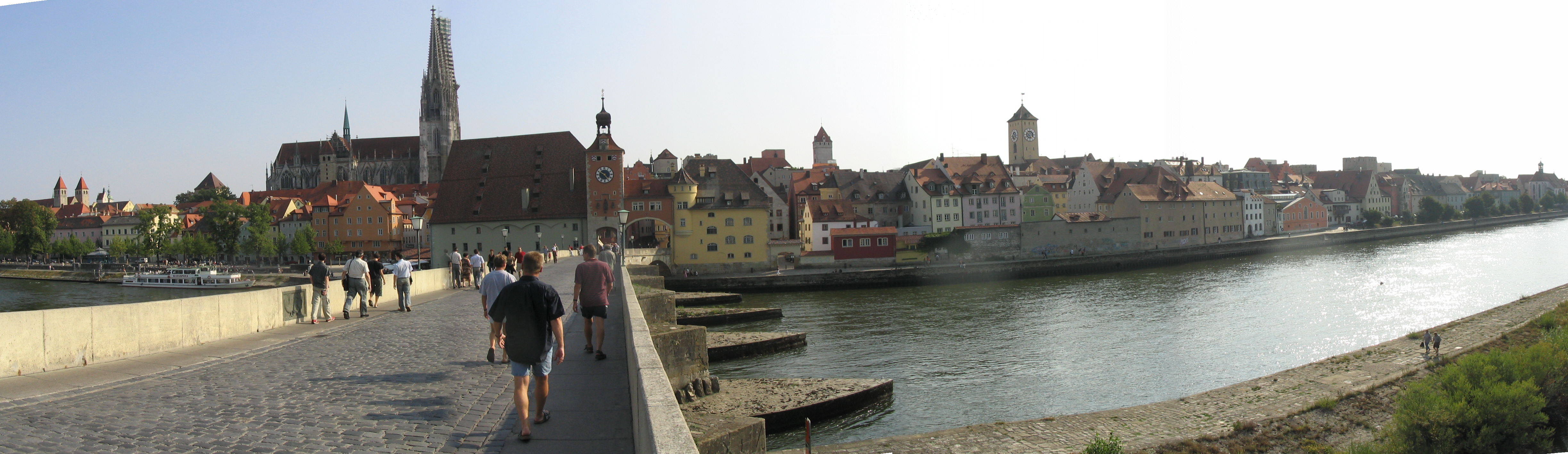
Le Danube passant sous le « pont de pierre » (« Steinerne Brücke ») à Ratisbonne, Allemagne.

À Passau, c’est d’abord l’Ilz qui s’écoule par la gauche dans le Danube et juste après c’est l’Inn par la droite. L’eau de l’Inn qui provient des Alpes est verte, l’eau du Danube est bleue et l’eau de l’Ilz, qui provient d’une région marécageuse, est noire. La prédominance de l’eau verte de l’Inn une fois les trois cours d’eau réunis est due d’une part à la grande quantité d’eau charriée par l’Inn lors de la fonte des neiges ainsi qu’à la grande différence de profondeur de l’Inn et du Danube (1,90 mètre pour le premier contre 6,80 mètres pour le second). En fait l’eau de l’Inn « surnage » au-dessus du Danube.
Les édifices remarquables situés le long du Danube allemand sont en particulier l’abbaye de Beuron, le château princier à Hohenzollern-Sigmaringen, la cathédrale gothique d'Ulm avec la plus grande flèche au monde (161,6 mètres), l’abbaye de Weltenbourg et la « Befreiungshalle », toutes deux situées près de Kelheim, le pont de pierre (1135) et la cathédrale Saint-Pierre à Ratisbonne ainsi que le « Walhalla » à dix kilomètres à l’est de Donaustauf. Entre l’abbaye de Weltenbourg et Kelheim se situe l’intéressante vallée, du point de vue paysager et géologique, du « Donaudurchbruch ».

#### Autriche

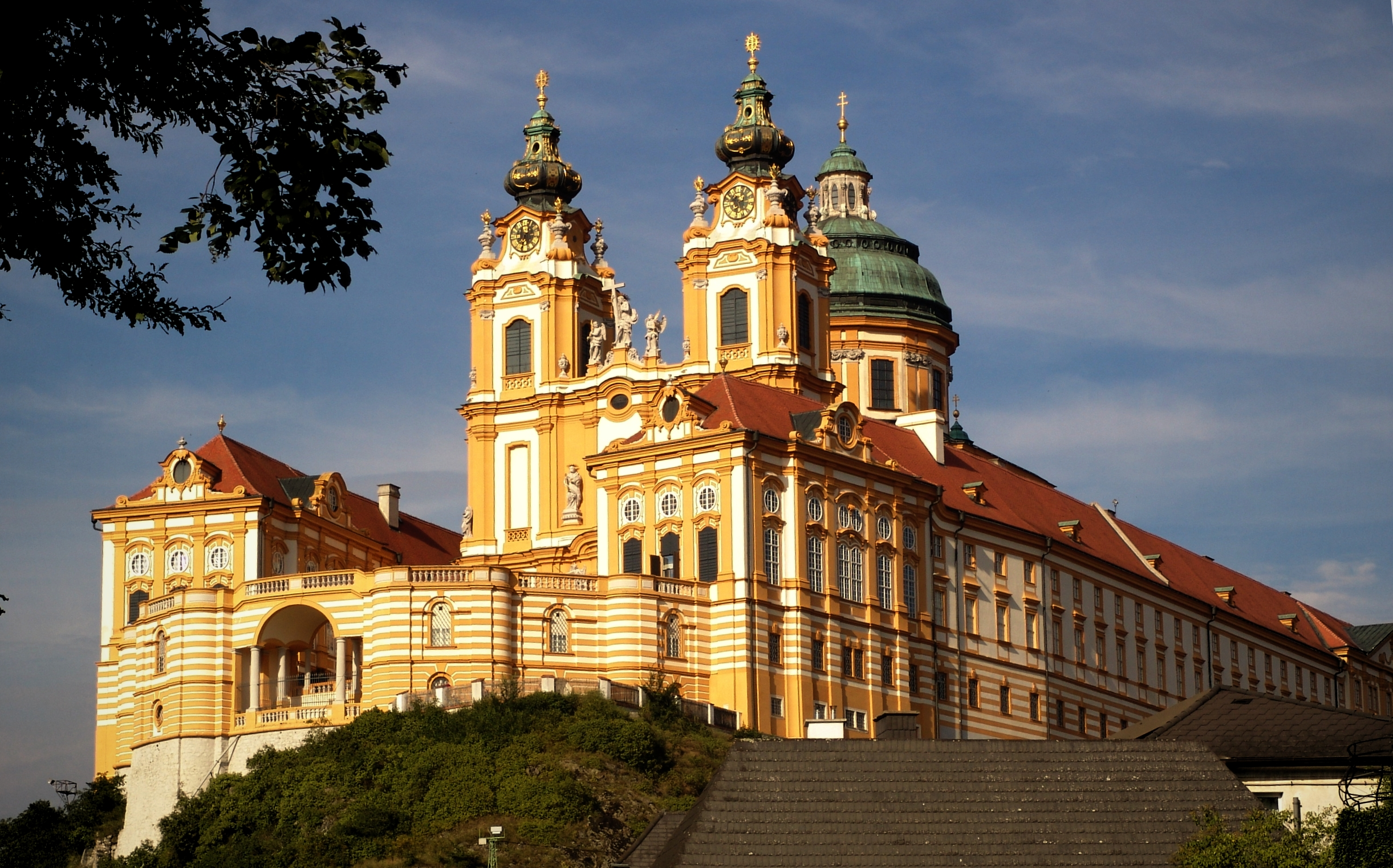
L'abbaye de Melk, au bord du Danube en Wachau, Autriche.

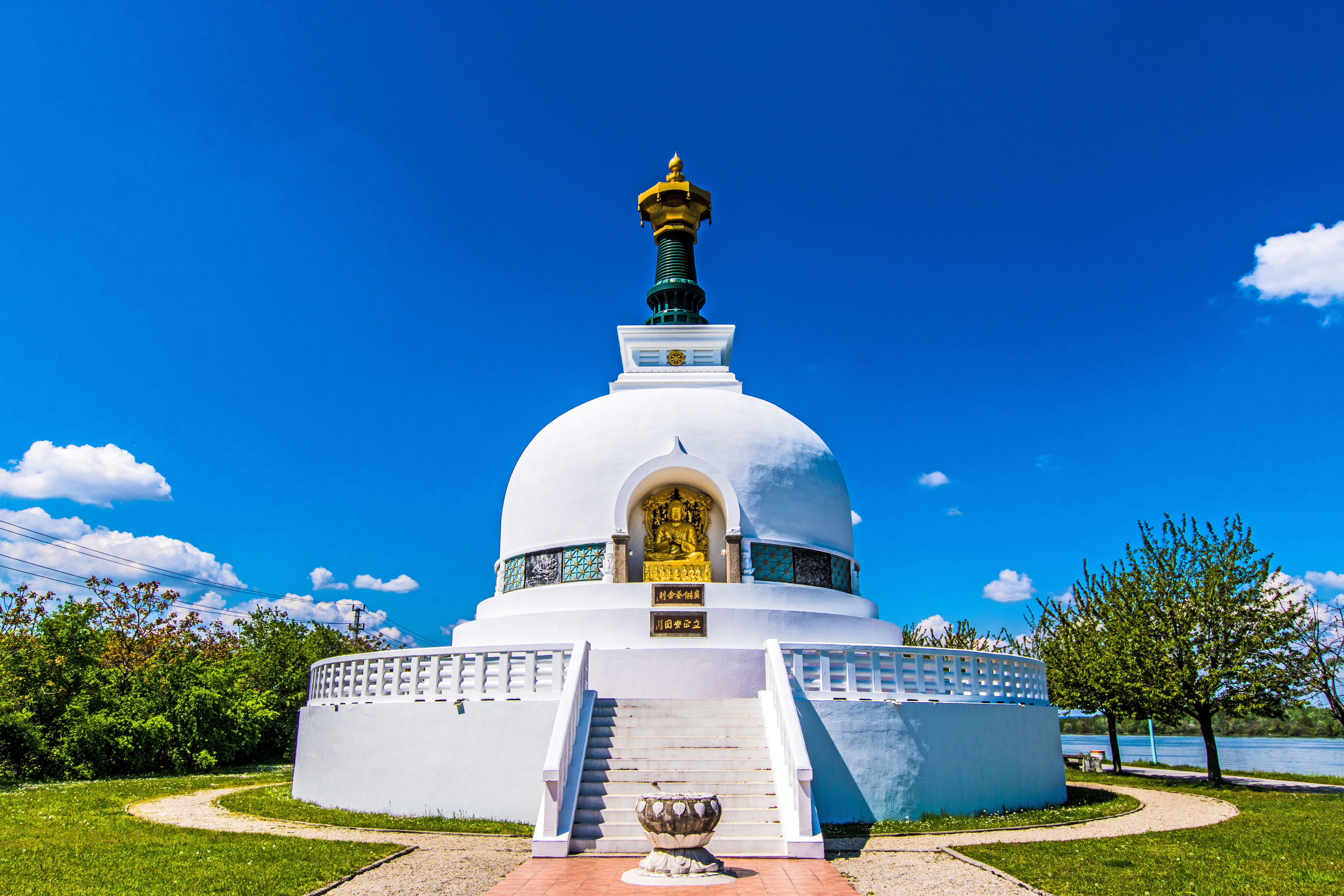
La Pagode de la paix, construite sur une des rives du Danube à Vienne, 1983.

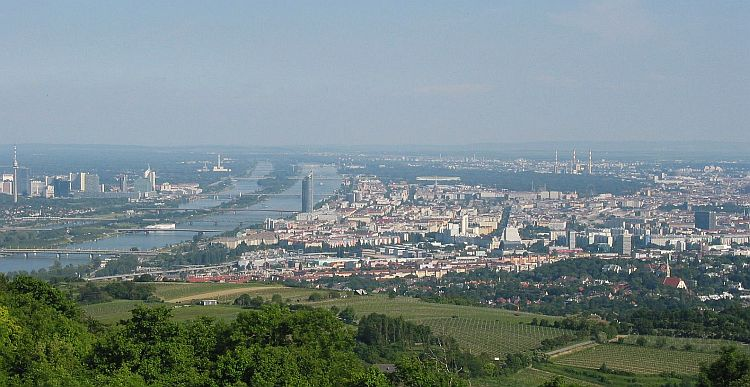
Le Danube et le « Nouveau Danube » (à gauche) passant Vienne.

Aucun pays n'est associé de manière aussi étroite au Danube que l'Autriche, aussi bien par la valse du Beau Danube bleu que par son sobriquet populaire de « Monarchie du Danube » qui fut donné à l'Empire austro-hongrois du fait qu'il s'étendait sur environ 1 300 kilomètres le long du fleuve.
L'Autriche n'a aujourd'hui plus que 350 kilomètres du fleuve sur son territoire, ce qui place ce pays à la sixième place des pays riverains. Par contre, les cours d’eau de presque tout le pays alimentent le Danube et donc la mer Noire. Seul le Land du Vorarlberg fait partie du bassin versant du Rhin (mer du Nord) ainsi qu'une toute petite partie du Nord-Ouest du Land de Basse-Autriche qui alimente la Lainsitz (Vltava (Moldau)> Elbe> mer du Nord). Quelques kilomètres à peine après la ville allemande de Passau se trouve la frontière de l'Allemagne avec l’Autriche, suivie par la « boucle de Schlögen » où le Danube effectue un virage de 180°. Un peu plus de 70 kilomètres après la frontière, le Danube traverse Linz, la troisième plus grande ville d’Autriche. Le fleuve passe alors Mauthausen, Enns (située au confluent des rivières Enns et Grein), où se trouve l'endroit le plus profond du Danube en Autriche, puis atteint après 90 kilomètres Melk et son imposante abbaye.

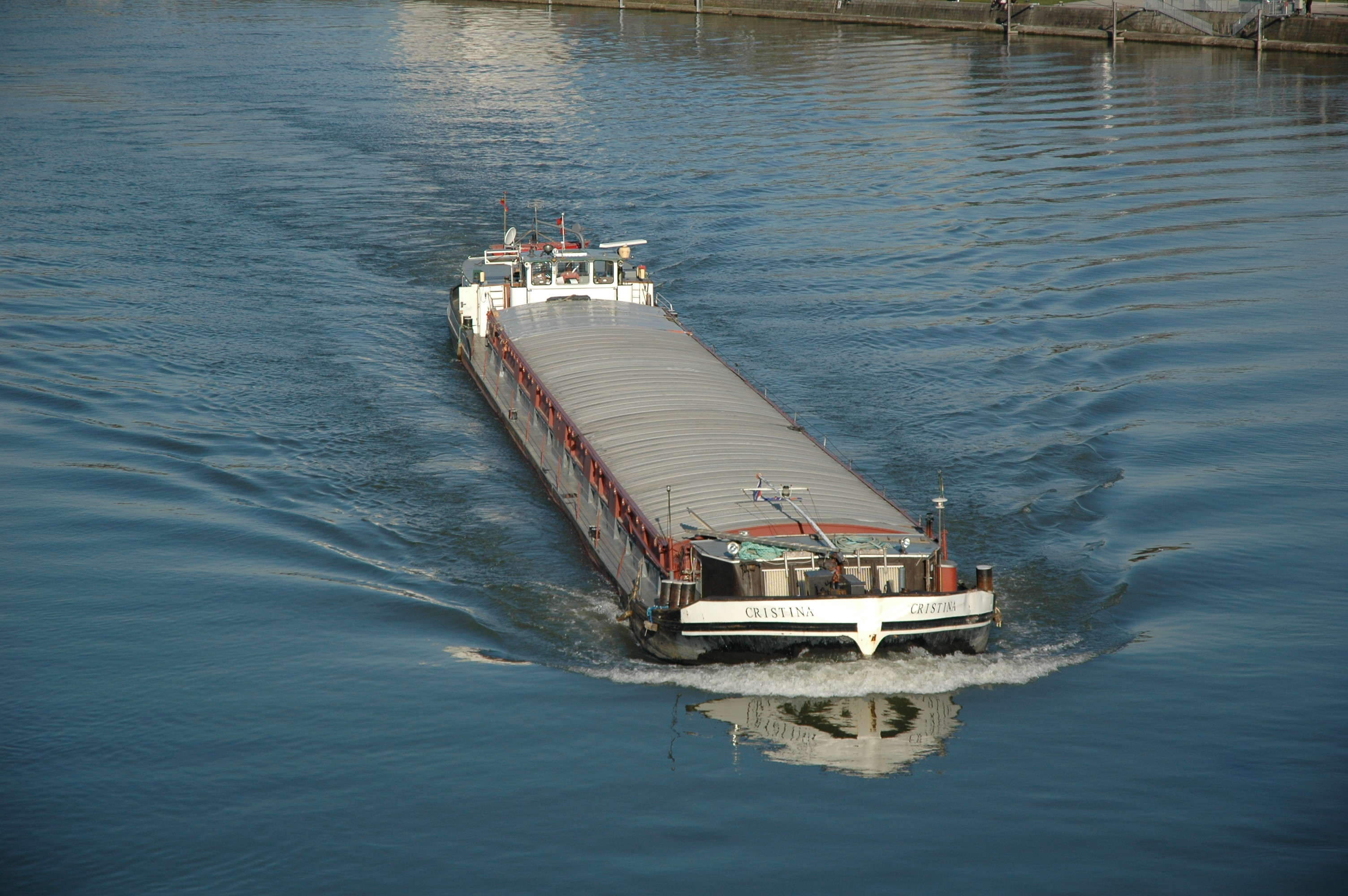
Une péniche sur le Danube à Linz (Haute-Autriche).

Ensuite, le fleuve passe sur près de 36 kilomètres au milieu d’un des paysages les plus pittoresques de la vallée du Danube, la Wachau (classée au patrimoine mondial par l’UNESCO), qui s’étend de Dürnstein jusqu’à Krems. Déjà proche de la frontière slovaque, le Danube traverse encore la capitale autrichienne, Vienne. La ville fut durant des siècles la ville danubienne la plus grande et la plus importante mais de nos jours elle doit partager ce statut avec Belgrade et Budapest. Le fleuve a permis à la ville de devenir une importante place économique et encore aujourd’hui le Danube est un axe commercial important entre l’Est et l’Ouest. Afin de réduire les effets néfastes des inondations, le fleuve y a été régulé artificiellement. La ville tient son nom d’un affluent, la Vienne (Wienfluss), qui rejoint le Danube à cet endroit.
Les affluents autrichiens importants sont l'Inn (rive droite ; à la frontière allemande), l'Aist (rive gauche), la Traun (rive droite), l'Enns (rive droite), l'Ybbs (rive droite), la Traisen (rive droite), la Kamp (rive gauche), la Vienne (rive droite), la Schwechat (rive droite) et la Leitha (rive droite) qui fut historiquement importante car elle servait de frontière avec la Hongrie jusqu'en 1921.
Sur le territoire autrichien, le cours du Danube est ponctué de onze barrages hydroélectriques.
Vienne est également le siège de la Commission Internationale pour la Protection du Danube (Internationale Kommission zum Schutz der Donau, IKSD), fondée en 1998.

#### Slovaquie

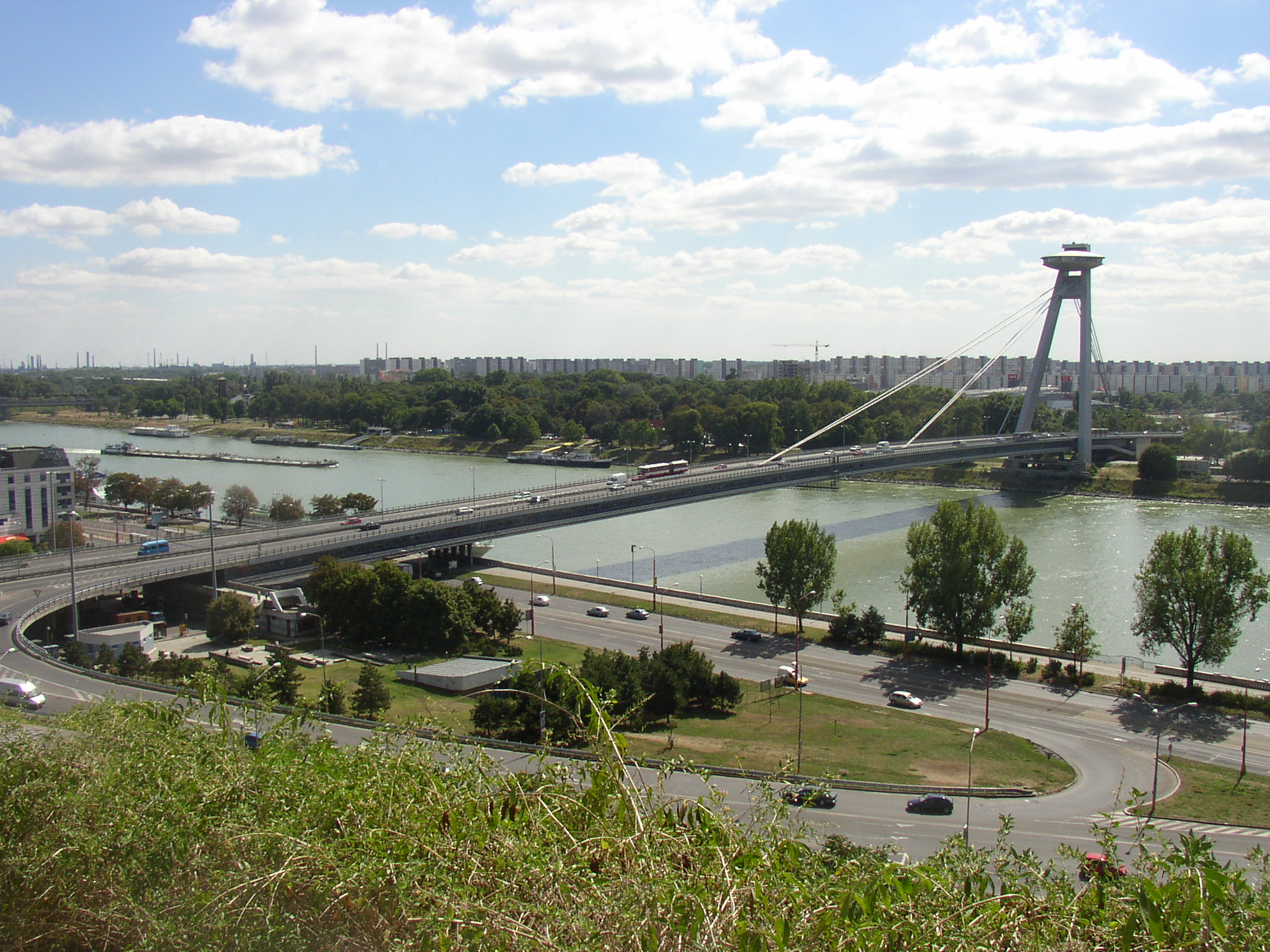
Le Danube à Bratislava (capitale de la Slovaquie).

Lors de son entrée en Slovaquie, le Danube marque d’abord la frontière avec l’Autriche puis à 45 kilomètres seulement de Vienne, il traverse Bratislava, la capitale slovaque, où il est rejoint par la rivière Morava. Finalement, il matérialise encore la frontière entre la Slovaquie et la Hongrie.
Les villes situées le long du fleuve en Slovaquie sont, en dehors de Bratislava déjà citée, essentiellement Komárno, un centre peuplé par la minorité hongroise en Slovaquie, où le Váh, la plus grande rivière slovaque, conflue avec le Danube. Le Danube ne rencontre alors plus que le Hron à Štúrovo et une rivière nommée Ipeľ en slovaque ou Ipoly en hongrois dans le village de Chľaba avant d’atteindre la frontière hongroise.

#### Hongrie

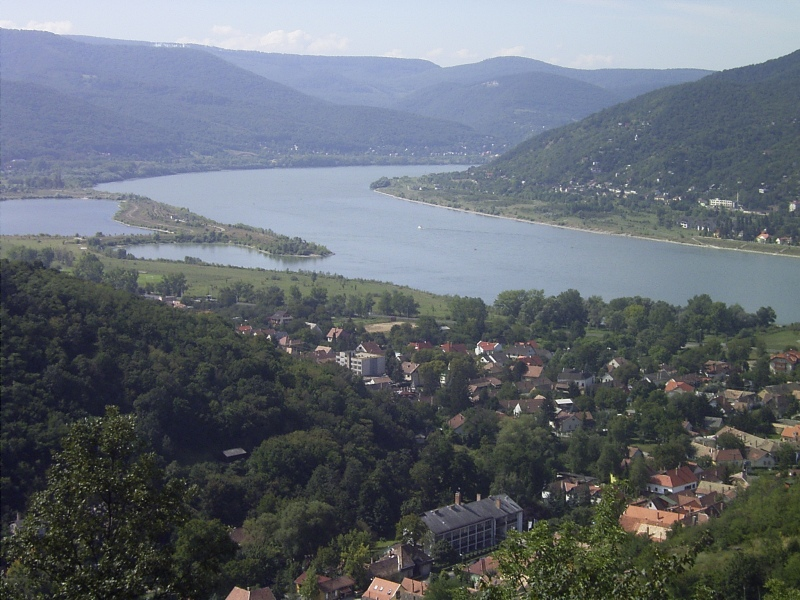
La « Boucle du Danube » près de Visegrád.

En suivant le Danube qui forme alors la frontière entre la Hongrie et la Slovaquie, la première ville importante rencontrée est Győr, au confluent du Danube et de la Raab. Près du confluent avec l’Ipeľ, près de Szob, le Danube passe entièrement la frontière et est désormais hongrois sur ses deux rives. Un peu plus loin, le fleuve rencontre la chaîne de montagnes de Börzsöny et se retrouve enserré par les montagnes de Gerecse et Pilis au sud. Vient ensuite la « boucle du Danube », près de Visegrád, où le fleuve pivote de 90° vers le sud. Il s’écoule ensuite dans cette direction sur près de 500 kilomètres, au lieu d’ouest en est comme ce fut le cas jusqu’à cet endroit.
Après avoir parcouru environ 40 kilomètres, le Danube traverse la plus grande ville de son périple, Budapest (1,8 million d’habitants), la capitale de la Hongrie. Le Danube quitte à cet endroit la moyenne montagne et pénètre dans la grande plaine hongroise dont le fleuve marque la limite ouest. Après avoir traversé plusieurs villes plus petites comme Dunaújváros, Baja, Paks et Kalocsa, le Danube quitte le territoire hongrois juste après Mohács.

#### Croatie

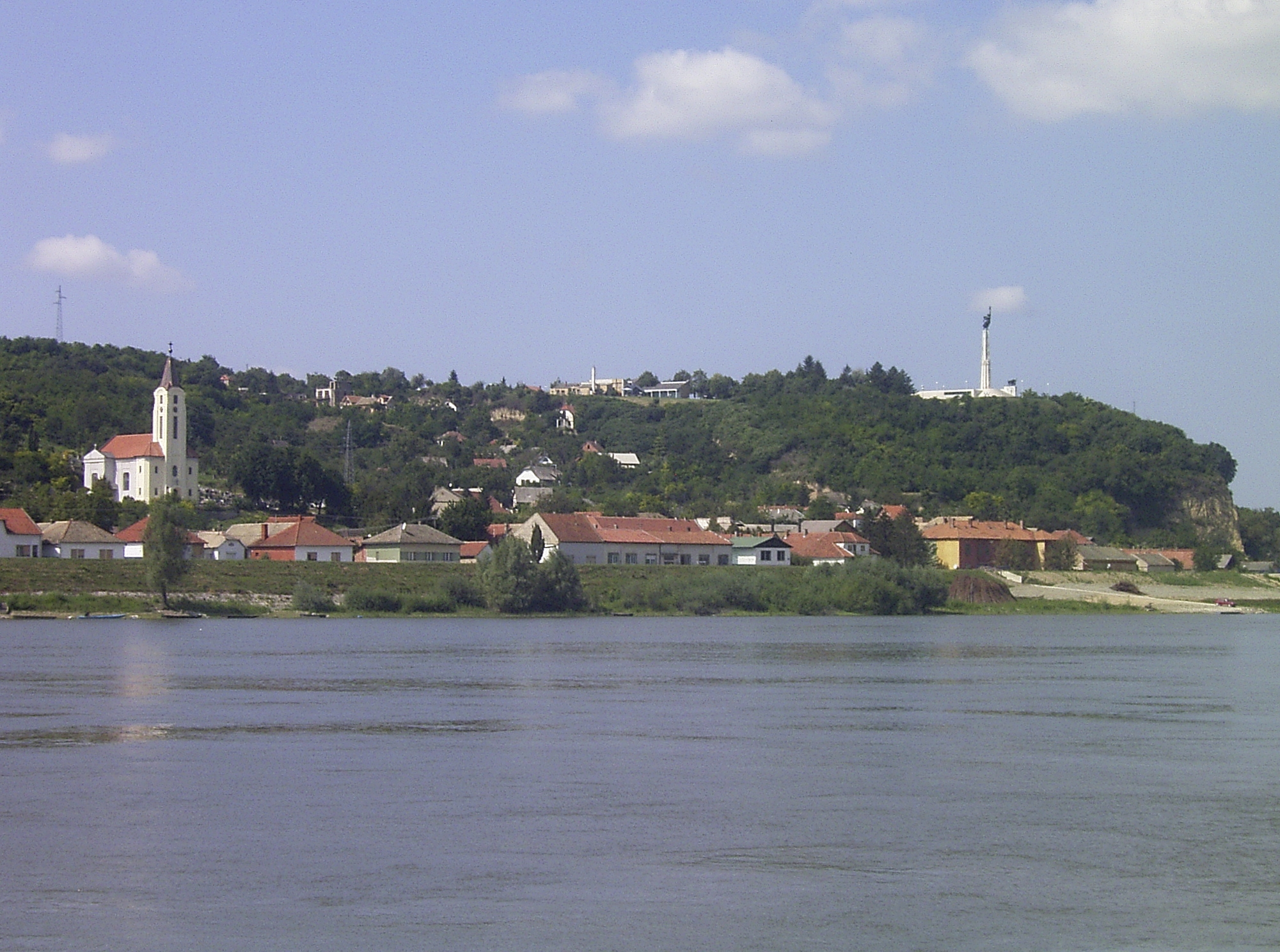
Le Danube à Batina.

Avec seulement 137 kilomètres, la Croatie a, après la Moldavie, la plus petite part du Danube sur son territoire. Le fleuve arrive en Croatie à Batina, un port danubien situé au point de rencontre de la Croatie, de la Hongrie et de la Serbie. La ville croate la plus importante située au bord du Danube est Vukovar, qui a subi des dégâts importants lors de la guerre de Croatie. Une autre grande ville croate, Osijek, se situe également à proximité du fleuve, à environ vingt kilomètres du confluent du Danube et de la Drave, son second plus long affluent.

#### Zone contestée entre la Croatie et la Serbie
Sur une longueur de 217 km, la frontière entre la Croatie et la Serbie est grossièrement orientée du nord au sud. En partant du nord, elle démarre au tripoint entre les deux pays et la Hongrie et s'infléchit vers l'est, jusqu'à la ville serbe de Bačka Palanka. Elle bifurque alors vers le sud, puis l'ouest, et de nouveau le sud, jusqu'à rejoindre le tripoint avec la Bosnie-Herzégovine.
Mais les deux pays s'opposent au sujet du tracé de leur frontière naturelle de 137 km le long du Danube dont seuls 40 km, délimités par le talweg du Danube, sont reconnus par les deux États. Sur 97 km, la Croatie revendique d'anciennes limites entre les comitats hongrois de Baranya et de Bács-Bodrog du temps de l'Autriche-Hongrie, remontant à une époque où le cours du fleuve était différent du talweg actuel. Ce différend engendre plusieurs revendications croates du côté serbe du fleuve, ainsi qu'une terra nullius du côté croate qui n'est revendiquée par aucun des deux pays (mais qui l'est par trois micronations : le paradis fiscal du « Liberland », la principauté écologique danubienne d'Ongal et le royaume d'Enclava).

#### Serbie

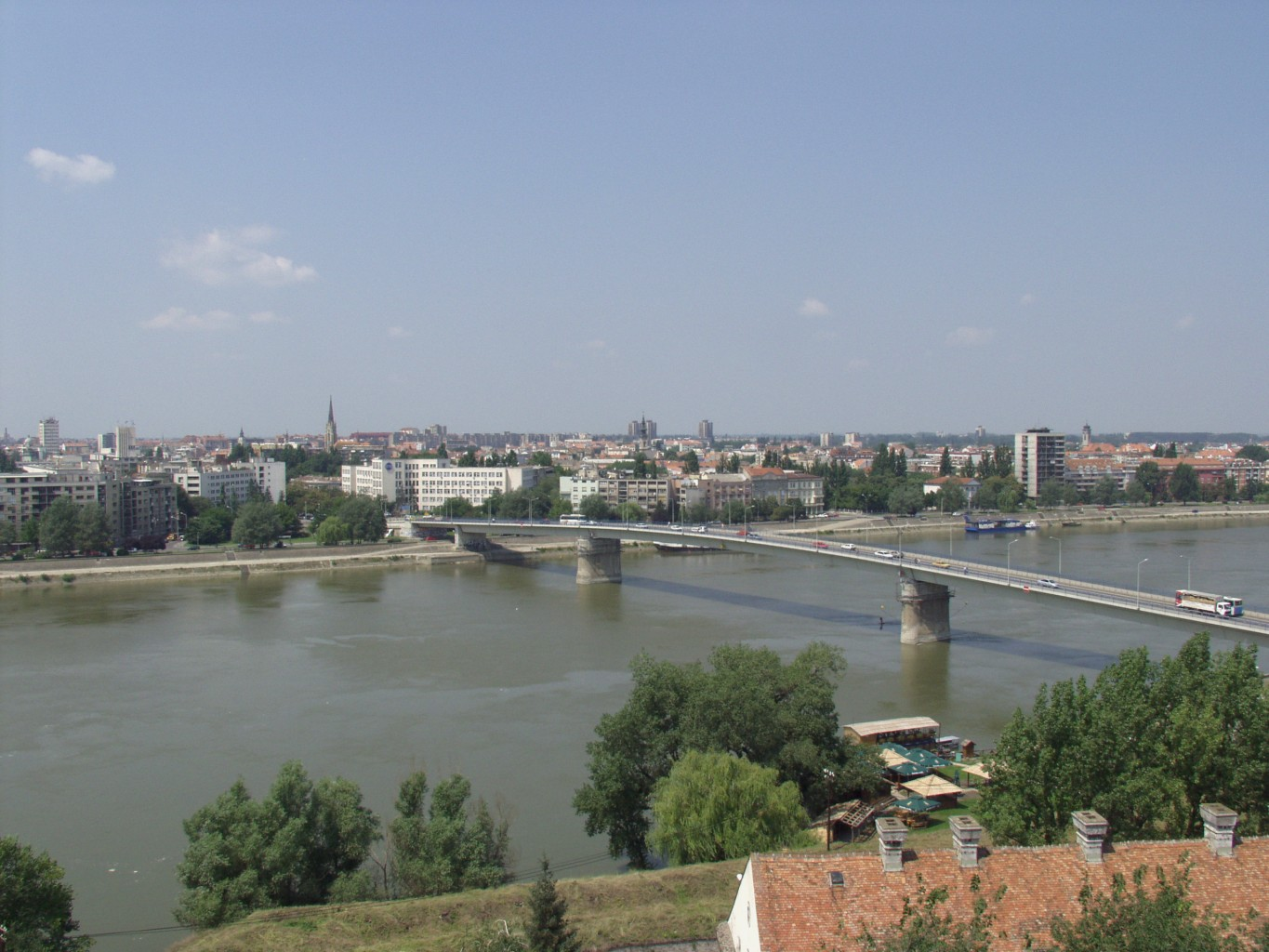
Le Danube à Novi Sad.

Au début, la Croatie (rive droite) se partage le Danube avec la Serbie (rive gauche). Près de Bačka Palanka, le Danube forme une boucle et traverse alors la Serbie vers le sud-est en s’éloignant de la frontière croate et se rapprochant de la frontière roumaine.
À seulement 25 kilomètres de la frontière hongroise, se situe la première ville importante de Serbie, la ville portuaire d’Apatin, qui fut jadis peuplée quasi exclusivement par des descendants d’émigrés allemands du XVIIIe siècle et ce jusqu’à la fin de la Seconde Guerre mondiale.

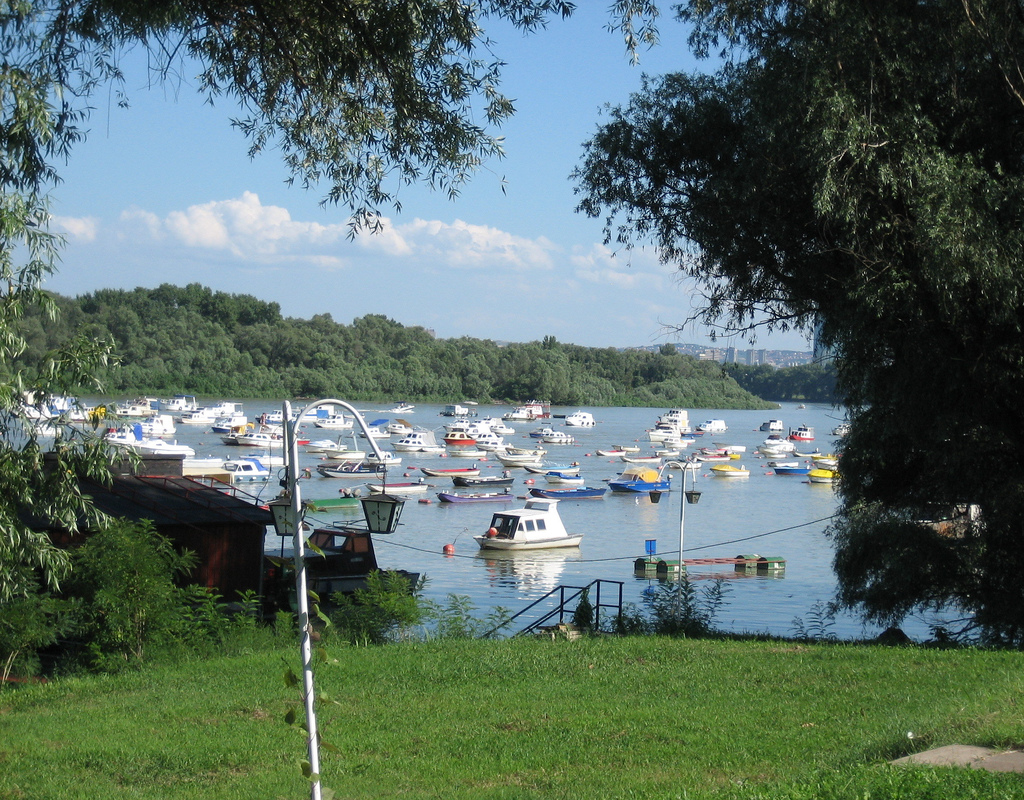
Le Danube à Belgrade.

En aval de cette ville, le fleuve passe Novi Sad dont les ponts ont été gravement endommagés en 1999 lors de la guerre du Kosovo. Pendant plus de six ans, la circulation entre les deux parties de la ville s’est effectuée à l’aide d’un pont flottant de fortune. Ceci perturba la navigation sur le Danube car le pont ne fut ouvert que trois fois par semaine. Depuis la mise en service du « Pont de la Liberté » le 11 octobre 2005, la navigation sur le fleuve peut à nouveau se faire sans embûches.
Après avoir parcouru 70 kilomètres supplémentaires, le Danube atteint Belgrade, la troisième plus grande ville riveraine du fleuve avec 1,6 million d’habitants. Le site est habité depuis 7 000 ans, ce qui en fait une des plus vieilles cités habitées en permanence sur les berges du Danube. Elle est construite autour du confluent avec la Save et son centre est dominé par l’imposante forteresse Kalemegdan.
En continuant son parcours à travers la Serbie, le Danube passe par les villes industrielles de Pančevo, où le Danube conflue avec le Tamiš, et Smederevo, où la Morava se jette dans le Danube. Il passe ensuite devant l’imposant fort de Golubac et entre dans la gorge des « Portes de Fer ». Le Danube sert ensuite de frontière entre la Serbie et la Roumanie jusqu’aux barrages de Djerdap I et II. Sur la rive serbe se trouve le parc national de Djredap contenant la Table de Trajan.

#### Bulgarie

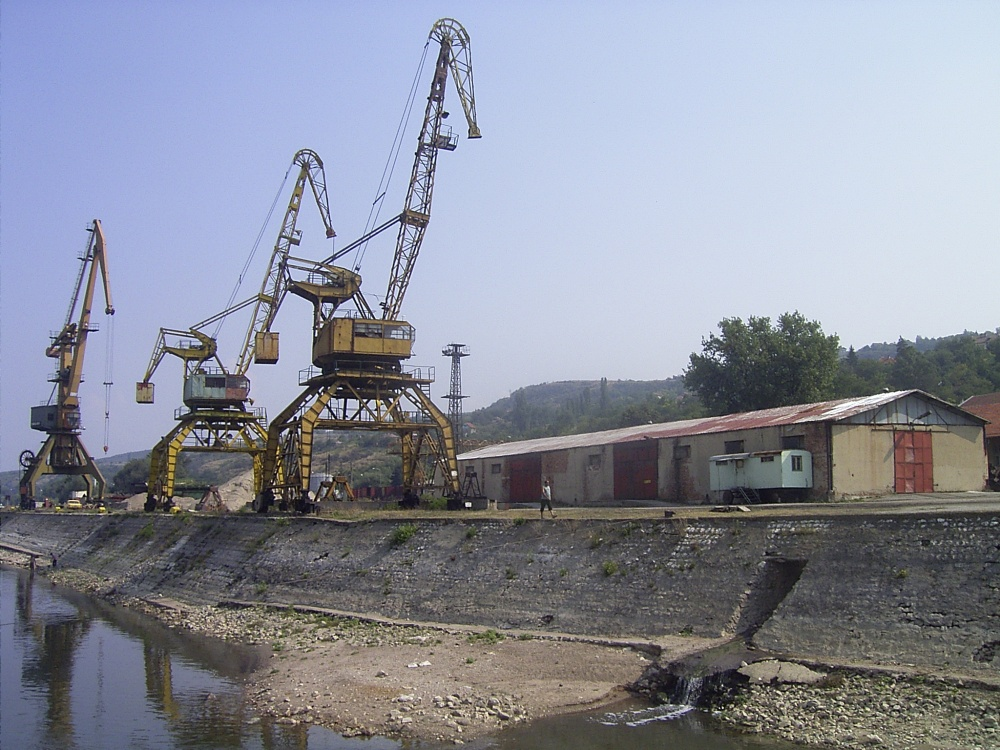
Port sur le Danube à Oryahovo (Bulgarie).

Au niveau de la Bulgarie, le Danube marque la frontière entre le nord de ce pays et la Roumanie : c’est la rive droite qui est bulgare sur 470 kilomètres. Pour la Bulgarie, c’est la seule voie navigable du pays, qui le relie à l'Europe centrale et à l'Allemagne. Des douze ports danubiens bulgares, les plus importants sont Vidin, Lom, Oryahovo, Nikopol, Svichtov, Ruse, Tutrakan et Silistra.
Il n’existe que deux ponts, le plus ancien relie depuis 1954 la plus grande ville danubienne bulgare, Ruse, et la ville roumaine de Giurgiu. En 2013, un second pont est inauguré entre les villes de Calafat en Roumanie et de Vidin en Bulgarie.
Mais des bacs relient Vidin à Calafat, Nikopol à Turnu Măgurele ainsi que Svichtov à Zimnicea. Dans le port de Svichtov, le Danube atteint son point le plus méridional : en aval de là, il remonte vers le nord en territoire roumain, et quitte le territoire bulgare juste après Silistra.

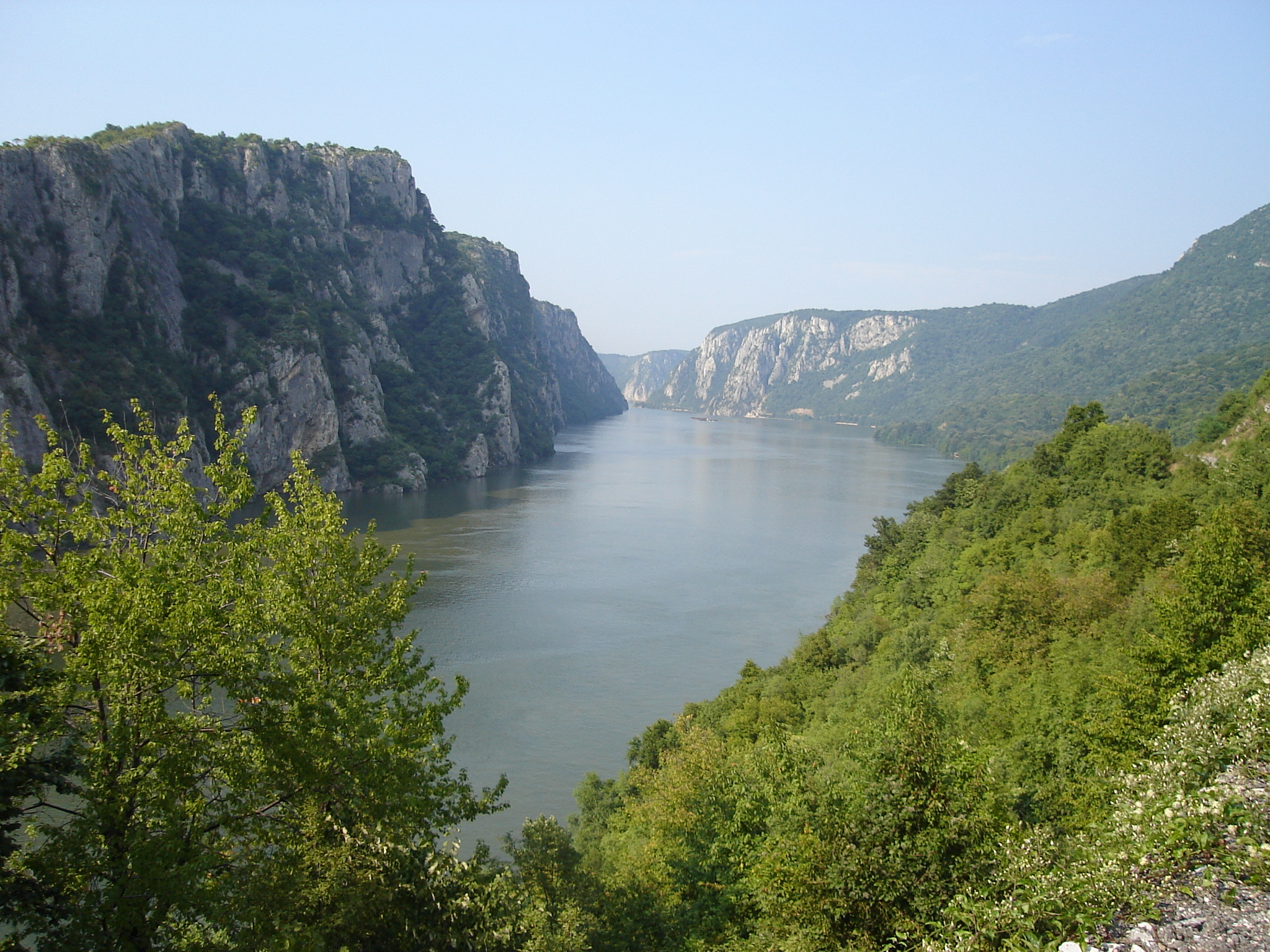
Les « Portes de Fer » (Roumanie et Serbie).

#### Roumanie
Sur 1 075 kilomètres soit environ un tiers de sa longueur totale, le Danube longe ou traverse la Roumanie, qui possède donc la plus longue part du fleuve. Au début, celui-ci forme la frontière avec la Serbie et la Bulgarie puis, dans la région située entre le Bărăgan et la Dobrogée, il contourne le plateau dobrogéen par le nord avant de se jeter dans la mer Noire après avoir marqué la frontière avec l'Ukraine.
Le fleuve longe au sud-ouest les montagnes du Banat, traverse les spectaculaires « Portes de Fer », séparant les Carpates occidentales roumaines des Balkans et dangereuses par leurs tourbillons avant les travaux des années 1970, puis passe à Orșova et à Drobeta-Turnu Severin. Là, le fleuve tourne vers le sud et passe devant Gruia, Pristol, Cetatea, Calafat, puis vers l’est jusqu’à Islaz où la rivière Olt se jette dans le Danube. Il forme sur 400 kilomètres la frontière avec la Bulgarie. Ce faisant il passe par les villes de Dăbuleni, Corabia, Turnu Măgurele, Zimnicea, Giurgiu (située juste en face de la ville bulgare de Ruse), Oltenița, où la rivière Argeş rejoint le Danube, et Călărași. Puis il forme la limite ouest du relief de Dobrogée et passe à Cernavodă, Topalu, Hârșova, Giurgeni et Gropeni avant d’atteindre les villes plus grandes de Brăila et Galați. Quarante-sept kilomètres après avoir passé cette dernière ville, le Danube se divise en trois bras par deux diffluences formant un delta où se trouvent les ports de Tulcea et Sulina, et qui aboutit à la mer Noire. Sur une centaine de kilomètres après Galați, le cours du Danube sert de frontière entre la Roumanie au sud, et au nord la Moldavie (sur 340 mètres) et l’Ukraine (le reste, la frontière suivant le bras le plus septentrional du Delta, celui de Chilia, dont le delta secondaire est ukrainien).

#### Moldavie
C’est la Moldavie qui a le plus petit tronçon de rivage danubien : 340 mètres. À la confluence de la rivière Prut en aval de Galați, la rive gauche du Danube devient moldave et le fleuve marque la frontière entre la Roumanie et la Moldavie. Là, les autorités moldaves ont construit un port au sud-est de la petite ville de Giurgiulești, mais ce port est handicapé par l’échec de l’échange territorial avec l’Ukraine qui n’a pas eu lieu en raison du litige sur le territoire à échanger (le hameau de Mîndreşti à l’est du port, entre la frontière de facto à 340 mètres en aval du Prut et celle de jure plus à l’est, à 1 577 m en aval du Prut), de sorte que la Moldavie n’a pu recouvrir/acquérir les 1 237 mètres de rivage danubien nécessaires à l’extension de ce port pour accueillir des navires de fort tonnage.

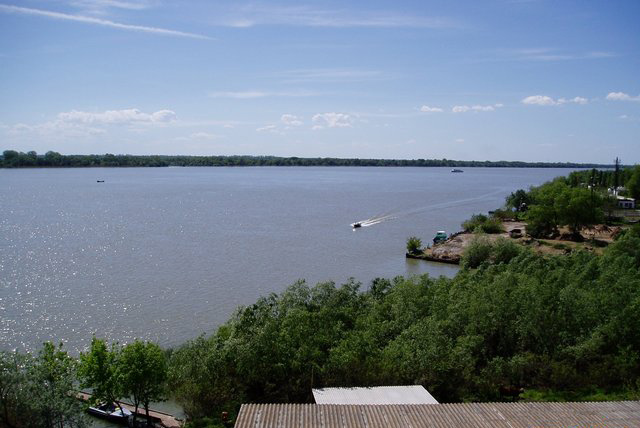
Le Danube près de Vylkove (Ukraine).

#### Ukraine
Après la frontière moldave, la rive gauche du Danube devient ukrainienne et le fleuve marque la frontière entre la Roumanie et l’Ukraine sur 47 kilomètres, desservant les ports de Reni en Ukraine et d'Isaccea en Roumanie. Le Danube se divise ensuite en trois bras: deux d’entre eux, Sulina et Saint Georges, coulent en Roumanie, desservant les ports de Tulcea et Sulina ; le troisième, le plus septentrional, celui de Chilia, continue à servir de frontière sur encore 56 kilomètres et dessert les ports ukrainiens d’Izmaïl, Kilia et Vylkove (Vylkove) où commence le Canal de Bystroe. Après Vylkove, le bras de Chilia passe entièrement en Ukraine et se déverse quelques kilomètres plus loin dans la mer Noire. Ici aussi, deux différends territoriaux subsistent entre l’Ukraine et la Roumanie, concernant l’îlot Maican sur la rive droite (roumaine) du bras de Chilia, mais ukrainien, et le golfe de Musura à l’embouchure de ce même bras en mer Noire.

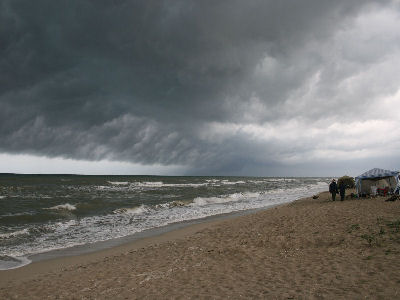
Les bouches du Danube au sud de Saint-Georges (mer Noire, Roumanie).

#### Bouches du Danube
Les bouches du Danube en mer Noire forment un milieu géomorphologiquement en évolution rapide, notamment au niveau du delta secondaire du bras de Chilia que l’alluvionnement ne cesse d’agrandir. Le débit d’eau douce abaisse la salinité de la mer à moins de 10 grammes de sel par litre (contre 35 en moyenne mondiale). Tant du côté roumain qu’ukrainien, une « réserve naturelle de la biosphère » protège ce milieu dans le cadre du programme MAB (« Man and Biosphere ») des Nations unies, mais la situation géopolitique aux frontières est de l’Union européenne empêche les deux directeurs MM. Băboianu (roumain) et Voloshkevitch (ukrainien) de collaborer autant qu’ils le souhaitent, car le point de passage frontalier autorisé le plus proche est à Galați, 250 km vers l’ouest et en amont du delta du Danube.

## Histoire

L'évolution des bouches du Danube de l'Antiquité à nos jours (de nombreuses cartes historiques n'en tiennent pas compte, et figurent anachroniquement le rivage actuel).

### Préhistoire
Quelques-unes des plus anciennes civilisations européennes se sont implantées dans le bassin du Danube. Parmi les civilisations du Néolithique danubien, on trouve notamment les civilisations rubanées du milieu du bassin du Danube. Au Chalcolithique, la culture de Vučedol, (du nom du site de Vučedol près de Vukovar en Croatie), remarquable pour ses céramiques est établie autour du fleuve. De nombreux sites de la culture de Vinča, datant du VIe millénaire av. J.-C. au IIIe millénaire av. J.-C., sont situés le long du Danube.

### Antiquité

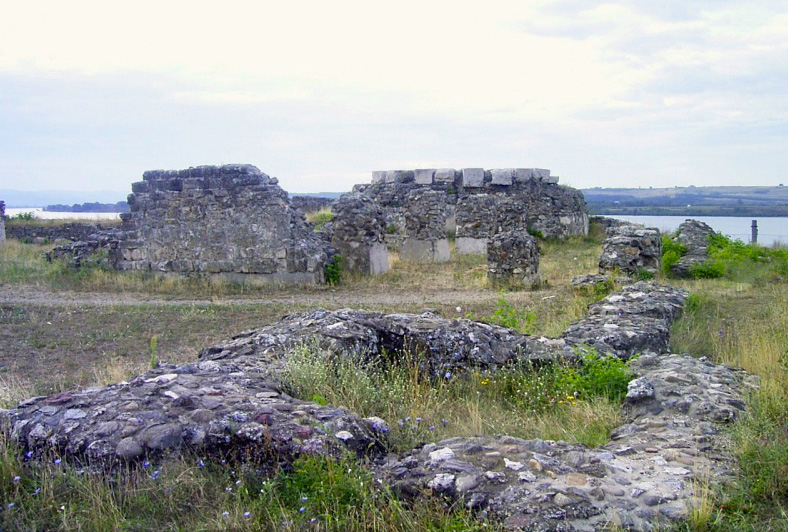
Ruines romaines de Drobeta-Turnu Severin sur le Danube.

Au VIIe siècle av. J.-C., les Grecs remontaient le fleuve en venant de la mer Noire en passant par la ville de Tomis, l’actuelle Constanța. Leur voyage de découverte vers l'amont prit fin près de Drobeta, point à partir duquel les tourbillons des « Portes de Fer », étroit et encaissé défilé, rendaient impossible aux navires de l'époque la progression vers les Carpates du Sud et les monts Métallifères serbes.
Pour les Romains, à partir de 37, le Danube forme la frontière entre leur Imperium et le Barbaricum du Nord, entre le monde policé et urbanisé régi par la loi, et un monde plus libre régi par la coutume. Pratiquement de sa source à son embouchure, une flotte permanente, la classis, y était entretenue. Tant que le fleuve ne gelait pas, cette flotte suffisait à empêcher les Germains, les Daces et les Sarmates de traverser, car ils n'avaient pas de technologie pour la contrer. Lorsque le fleuve gelait, les légions stationnées sur la rive droite du fleuve, prenaient le relais. Marc Aurèle remporte plusieurs victoires sur les Marcomans grâce à la classis. Les Romains dominent le fleuve jusqu'à Valentinien Ier (364-375) exception faite de quelques années très froides (256 à 259, lorsque les bases et de nombreux bateaux sont pris par surprise).
L'Empire romain ne franchit le Danube vers la Dacie qu’après avoir construit le pont d'Apollodore en 101 à hauteur de la ville de garnison de Drobeta située près des « Portes de Fer » et après avoir livré deux batailles en 102 et en 106. Cette victoire de l'empereur Trajan sur les Daces sous les ordres de Décébale a permis la création de la province de Dacie qui fut abandonnée en 271. Ces deux batailles constituent la frise de la colonne Trajane, au centre de son forum, à Rome. Sur les deux rives du bas-Danube, la romanisation des Thraces aboutit aux Thraco-Romains, locuteurs des langues romanes orientales, et appelés plus tard « Valaques » par les vagues d’envahisseurs venus de l’Est (Huns, Wisigoths, Ostrogoths, Vandales, Gépides, Lombards, Avars et Slaves), qui, du IIIe au Ve siècle, passent par le bassin du Danube d’est en ouest et du nord au sud.
Au cours de ces grandes invasions, sur l’ancienne frontière romaine, au milieu de ces nouvelles populations, de petites communautés romanes : les Walcheren, Welschenlants, Walchengaue ou Valachies (que les historiens nomment Romanies populaires), se maintiennent dans les massifs forestiers (Ardennes, Vosges : les Wallons et les Welsches) ou montagneux (Alpes : Romanches, Ladins ; Carpates et Balkans : Valaques). L’Empire romain laisse la place à des royaumes germaniques dans sa partie occidentale en 476 : sa partie orientale se maintient jusqu'en 1453, mais « décroche » du Danube en 679 lors de l'arrivée des Bulgares, pour n'y revenir que durant deux siècles, de 971 à 1180.

### Moyen Âge
Au IXe siècle, le bassin du moyen-Danube est l’aire d’installation des tribus magyares venues de l'Oural, qui peuplent l’actuelle Hongrie pour y fonder, avec les populations germaniques, slaves et valaques qui y transhumaient déjà, la nation hongroise sous le roi Étienne Ier de Hongrie.

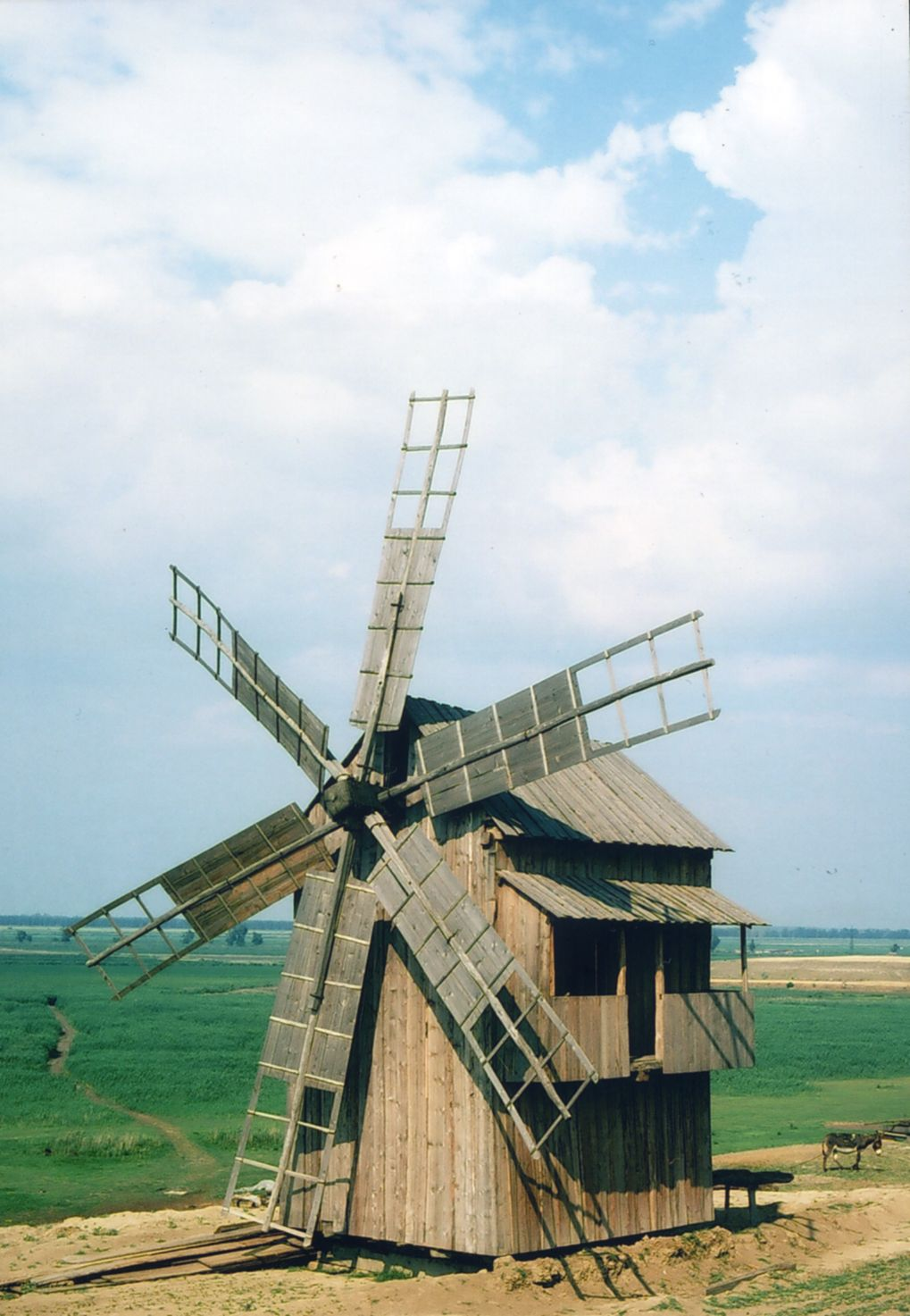
Moulin en bois à Letea, dans le delta du Danube.

La Route Charlemagne, qui fut utilisée entre 1096 et 1099 par l’armée de Godefroy de Bouillon lors de la première croisade, longea également le Danube de Ratisbonne jusqu’à Belgrade. Environ 340 ans plus tard, l’armée ottomane prit la même route dans le sens inverse. Le Danube fut pour elle l’artère principale pour le transport de troupes et de ravitaillement durant sa campagne à travers l’Europe du Sud-Est. Le fleuve permettait aux Ottomans d’avancer rapidement et dès 1440 ils livraient les premières batailles pour Belgrade située à 2 000 kilomètres de l’embouchure du fleuve. La conquête de la ville ne réussit toutefois qu’en 1521 et quelques années plus tard à peine, en 1526, l’armée ottomane a vaincu le royaume de Hongrie lors de la première bataille de Mohács. Comme le roi Louis II de Hongrie fut tué pendant la bataille, la Hongrie fut intégrée à l’Autriche des Habsbourg. Cet évènement marque la naissance de la « monarchie danubienne ».

### Temps modernes et époque contemporaine

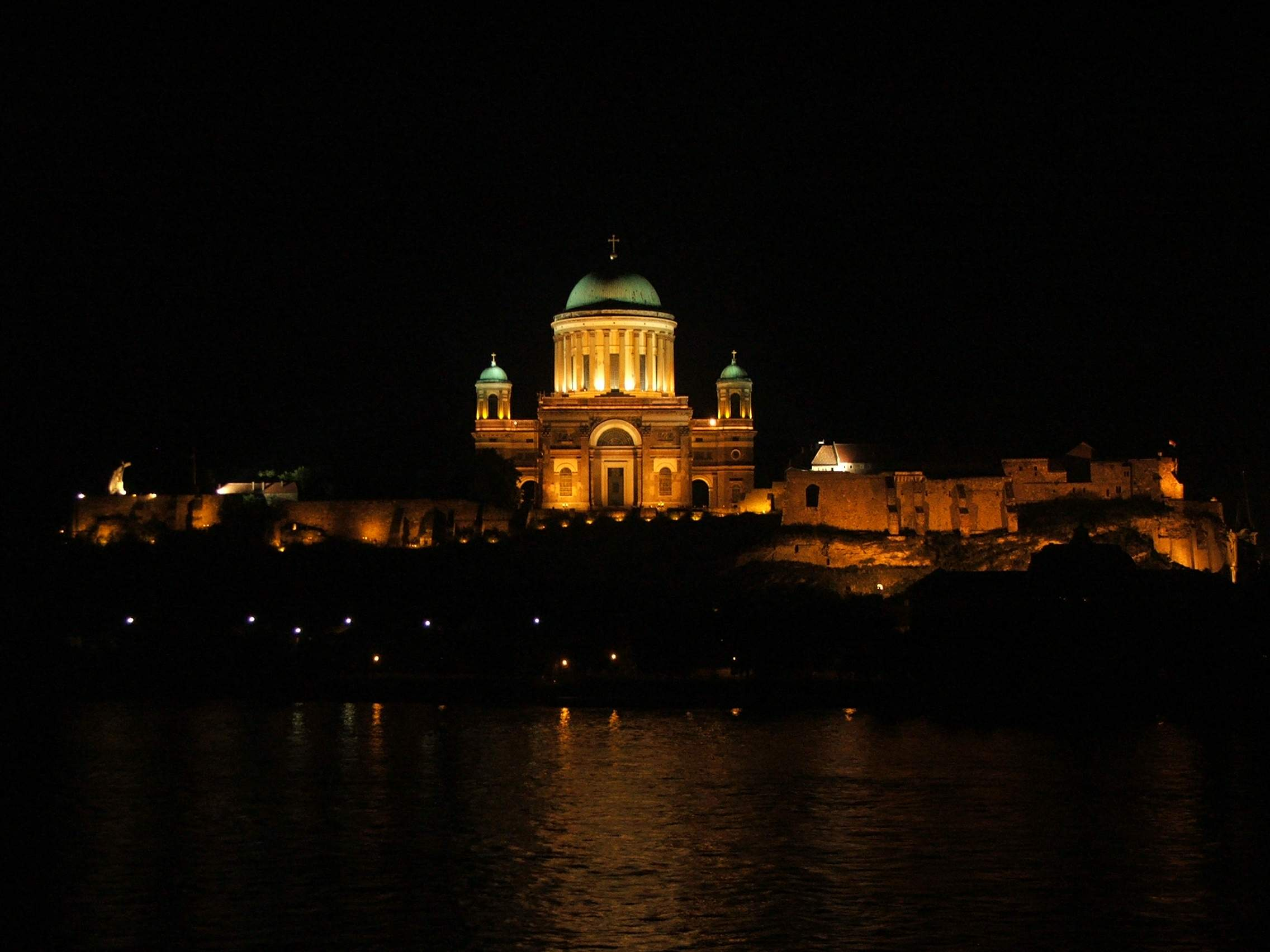
Cathédrale d’Esztergom en Hongrie, sur le Danube.

En 1529, les Turcs atteignent Vienne, le cœur de l’Europe centrale, mais y sont battus. Ainsi fut stoppée l’expansion des Ottomans le long du Danube et à partir de la bataille de Mohács de 1687, ils perdent peu à peu du terrain et de la puissance. Le refoulement progressif des Turcs reposait essentiellement sur l’initiative de l’Autriche puis de l’Autriche-Hongrie qui y gagnait en puissance alors qu’en parallèle, elle était rejetée du Saint-Empire romain germanique puis de la zone germanique. À côté de l’Autriche, l’Empire ottoman restait tout de même l’un des facteurs politiques les plus importants de l’Europe du Sud-Est jusqu’à la perte définitive de ses territoires des Balkans lors des guerres russo-turques (1768–1774) et des guerres balkaniques en 1912-1913. Le Danube joua alors non seulement le rôle d’artère militaire et commerciale mais également de lien politique, culturel et religieux entre l’Orient et l’Occident.
Il faut aussi souligner le rôle du fleuve lors de la guerre de la cinquième coalition en 1809, qui ont vu s'opposer l'Autriche et l'Empereur Napoléon Ier. Après ses défaites du mois d'avril, l'armée autrichienne se replie derrière le Danube et force Napoléon à la rejoindre de l'autre côté, s'il veut obtenir la paix avec l'Autriche, ce qui aboutira aux batailles d'Essling et de Wagram.
Durant la Seconde Guerre mondiale, le Danube est un des principaux axes de transport du pétrole roumain, alors la principale source d'approvisionnement allemand, vers les usines du Reich. Durant l'été 1944, la Royal Air Force y larguera plus de 1 500 mines, entre Giurgiu et Bratislava En quelques mois, ces mines couleront plus de 250 navires dont 29 tankers et en endommageront plus de 200 autres soit un ratio exceptionnel d'un navire touché pour 3 ou 4 mines lancées. Ce minage interrompra presque entièrement le trafic sur le fleuve.
Après la Seconde Guerre mondiale, une nouvelle réglementation du trafic fluvial qui devait remplacer les accords de Paris de 1921 fut élaborée en 1946. Tous les pays limitrophes du fleuve ont participé à la conférence de Belgrade de 1948 sauf les pays vaincus, l’Allemagne et l’Autriche. Lors de la signature du traité, il fut également signé un avenant qui accepta l’Autriche au sein de la commission du Danube. La République fédérale d'Allemagne n’a pu intégrer la commission qu’en 1998, presque cinquante ans après la conférence de Belgrade, à cause de rejets de la part des Soviétiques. Actuellement, seuls les pays danubiens bénéficient de la liberté de commerce et de navigation sur le fleuve.

## Le Danube dans la culture
- Le Danube a trouvé l’écho culturel le plus important dans la musique, avec la célèbre valse viennoise Le Beau Danube bleu composée par Johann Strauss (fils). Cette œuvre a été composée par Strauss lorsqu’il voyageait sur le Danube.

- Une autre valse célèbre relative au Danube est Les vagues du Danube (en roumain Valurile Dunării) du compositeur roumain Ion Ivanovici (1845–1902) dont l’œuvre conquit le public lorsqu’elle fut jouée à l’exposition universelle de Paris en 1889.
- Le deuxième plus grand fleuve d’Europe a également laissé beaucoup de traces dans les cultures des pays limitrophes. Le Danube est ainsi intimement lié à l’histoire de la Roumanie, parce qu’il servit de décor aux confrontations entre Romains et Daces mais surtout parce qu’il est l’axe de la région d’origine des peuples romans orientaux.
- À côté de nombreux contes et légendes, des écrivains ont également été inspirés par le Danube, d’Ovide jusqu’à Pierre Esterházy, qui se sont intéressés au thème du fleuve à la fin du XXe siècle[42].
- Le Danube, essai-fleuve de Claudio Magris, où il explore le fleuve de sa source à son débouché en traversant l’histoire de la Mitteleuropa (l’Europe centrale)[43].
- Dans son roman Europolis, paru en 1933 et traduit en 2016 en français par Gabrielle Danoux, Eugeniu P. Botez, évoque amplement l'embouchure du Danube, à Sulina.
- Le Beau Danube jaune est un roman policier de Jules Verne dont le Danube constitue le décor tout au long de sa trame. Ce roman a ensuite été réécrit et modifié par Michel Verne sous le titre Le Pilote du Danube[44].
- The Willows, la plus connue des histoires courtes de l’écrivain spécialiste de l’horreur Algernon Blackwood, est centré sur un voyage descendant le long du Danube[45].
- L’école du Danube, qui se développa au cours du XVIe siècle dans la vallée du Danube est une tradition allemande consistant à peindre des paysages.
- Vers La Mer d’Annik Leroy (87 minutes, 1999), sélectionné à la Berlinale : essai cinématographique en forme de road movie, de la source du Danube à son embouchure[46].
- Im Juli de Fatih Akın (95 minutes, 2000) : Road movie se situant en grande partie le long du Danube[47].
- The Ister de David Barison et Daniel Ross (189 minutes, 2004), vainqueur du Prix de l’Association québécoise des critiques en 2004 et du Prix du Groupement national des cinémas de recherche, toujours en 2004 : documentaire s’inspirant d’une conférence de Martin Heidegger donnée en 1942[48].
- Le Danube est aussi l’objet d’une collection de films documentaires de Ulrike Bartels, Joël Jenin et Dieter Zeppenfeld[49].
- Le Donauwellen est un gâteau allemand dont le nom signifie : la Vague du Danube[50].
- Donaukinder est une chanson du groupe allemand « Rammstein » se trouvant dans le CD bonus de leur dernier album Liebe Ist Fur Alle Da.

## Écologie du Danube
Sur les centaines de kilomètres de son parcours, le Danube traverse des zones climatiques et de paysages variés qui expliquent la variété de la faune et la flore en bordure du fleuve. Ceci fait aussi du Danube un corridor biologique majeur du réseau écologique paneuropéen, en particulier pour ses aspects trame bleue et pour la connectivité écologique entre mer Noire et Europe centrale. Malgré des interventions humaines nombreuses et importantes le long de son cours, de nombreuses sections du Danube présentent toujours une forte naturalité et jouent un rôle de réservoir de biodiversité, en partie grâce à la mise en place d'aires protégées dans les zones les plus sensibles ou vulnérables.
Malgré des efforts en matière de lutte contre la pollution de l'eau, le Danube reçoit encore une pollution chronique (agricole, industrielle et urbaine) provenant de plusieurs grandes régions agricoles et industrielles, et des retombées atmosphériques.
Il fait parfois l'objet de pollutions aiguës, à la suite d'accidents industriels (retombées de Tchernobyl, Accident de l'usine d'aluminium d'Ajka).

### La faune du Danube

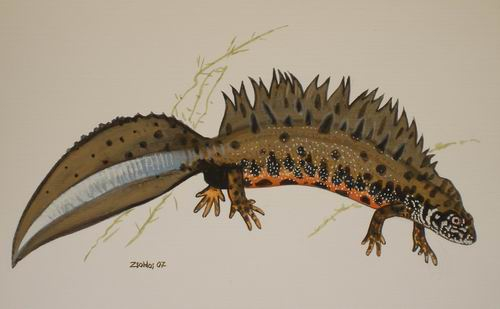
Le triton du Danube (Triturus dobrogicus), un amphibien endémique des zones alluviales du Danube

Au total, ce sont plus de 300 espèces d’oiseaux qui vivent en bordure du Danube. Ce fleuve figure parmi les routes de migration d’oiseaux européennes les plus importantes et les zones encore vierges situées sur ses rivages sont autant d’aires d’hivernage, de repos et de nidification, parfois pour des espèces rares comme le hibou grand-duc, le martin pêcheur, le pygargue à queue blanche, la cigogne noire et le milan noir. Les parcs naturels des Donauauen (plaines alluviales), de « Kopački rit » et en particulier du delta du Danube sont des zones protégées exceptionnelles.
Ainsi les Donauauen sont le point de rencontre de la région du lac de Neusiedl, du bassin du Danube et de la rivière Morava. Ce milieu naturel héberge, en particulier en hiver, de grandes quantités d’animaux comme l’oie cendrée, des sternes, des guiffettes, le harle bièvre, le garrot à œil d'or, les charadriiformes, le canard colvert mais également beaucoup d’espèces rares comme l’aigle criard, le balbuzard pêcheur ou le cygne chanteur.
Un autre lieu d’hivernage et de repos important est le parc naturel de Kopački rit, une région marécageuse encore vierge situé dans le Nord-Ouest de la Croatie où nidifient plus de 260 espèces d’oiseaux parmi lesquelles des espèces aussi rares que le pygargue à queue blanche.
Pour le monde ornithologique, la région la plus importante est le delta du Danube, un carrefour central des routes migratoires en Europe et en même temps un point de rencontre entre la faune européenne et la faune asiatique, protégé par une réserve de biosphère inscrite au patrimoine mondial de l’UNESCO. Ici vivent plus de 300 espèces d’oiseaux, entre autres le pélican frisé et le pélican blanc, des grues, des spatules, des rapaces et les rares bernaches à cou roux.
L’ichtyofaune du Danube est la plus riche de tous les bassins fluviaux d'Europe, car, en plus de sa grande dimension, ce bassin a été un refuge glaciaire pour de nombreuses espèces de poissons européens durant le Pléistocène. La plupart des poissons d'eau douce communs en Europe sont présents dans le Danube, auxquelles s'ajoute des espèces qu'on ne trouve pas en Europe de l'Ouest ainsi que des espèces endémiques du bassin du Danube. On y retrouve la carpe, la tanche, les carassins, les barbeaux, la brème commune, la brème bordelière, la brème du Danube, la brème bleue, la vimbe, la vandoise, l’aspe, l'ide, le gardon commun, le gardon du Danube, le rotengle, le chevaine, le spirlin, le blageon, le vairon, l'able de Heckel, le hotu, le pélèque, la bouvière, le grand brochet, la perche commune, l’anguille d'Europe, la lotte, l'ombre commun le silure glane, mais aussi 3 espèces de sandres, le huchon (ou saumon du Danube), près de 6 espèces d'esturgeons, le bélouga et plusieurs aloses. On y trouve aussi de nombreux gobies, 3 espèces de gremilles, 2 espèces d'aprons, au moins 4 espèces d'ablettes (dont l'ablette commune), divers goujons (dans les genres Gobio et Romanogobio), des loches (dans les genres Sabanejewia et Cobitis ainsi que la loche d'étang et la loche franche) et des chabots. La totalité des poissons ci-avant sont présents de manière indigène dans le bassin du Danube, contrairement aux fleuves d'Europe de l'Ouest où plusieurs de ces espèces ont été introduites, souvent en provenance du Danube. S'y ajoute des espèces non autochtones comme le poisson chat, la perche soleil, l'achigan à grande bouche, le pseudorasbora, les différentes « carpes asiatiques » ou encore Perccottus glenii. Dans le genre Salmo (truites et saumons d'Europe), l'espèce autochtone est surtout Salmo labrax (truite ou saumon de la mer Noire), mais Salmo trutta est aussi très présente, en grande partie introduite, et les deux espèces s'hybrident.
Chez les agnathes on trouve Eudontomyzon danfordi et Eudontomyzon vladykovi , le premièr étant quasi-endémique et le second endémique du bassin du Danube.
Les esturgeons n’arrivent plus jusqu’à Vienne à la suite de la construction du barrage de la « Porte de Fer » mais, favorisées par une protection renforcée de l’environnement et par la renaturalisation des rives, des espèces rares de poissons ont à nouveau pu être acclimatés, en particulier en Allemagne et en Autriche. Ainsi, le poisson-chien (Umbra krameri), un minuscule parent du brochet supposé disparu depuis 1975, a été redécouvert en 1992. On rencontre plus de 150 espèces de poissons dans le delta du Danube, qui est le royaume des esturgeons et du béluga européen,.
Le long du fleuve, on rencontre également beaucoup de mammifères comme la fouine, la martre, la belette, le blaireau ou même le chat sauvage, le castor et la loutre. Dans le delta, on rencontre également le vison, le furet et le spermophile, de la famille des écureuils. Le Danube est également un lieu de vie pour de nombreux amphibiens et reptiles comme la couleuvre d'Esculape, le lézard vert oriental, le lézard des murailles, la couleuvre tesselée, la couleuvre de la Caspienne, le lézard des souches, la tortue grecque et la cistude ainsi que des espèces endémiques comme le triton du Danube. Pour toutes ces espèces, c’est également le delta qui recèle la plus grande diversité.

### La flore du Danube
Des espèces d’arbres que l’on rencontre souvent dans les prairies alluviales à bois tendre sont le peuplier blanc (Populus alba), l’aulne blanc (Alnus incana) ainsi que le saule blanc (Salix alba). Dans les prairies alluviales à bois durs, on peut noter la présence du frêne à feuilles étroites (Fraxinus angustifolia) que l’on rencontre en aval de Vienne ainsi que l’orme et le chêne pédonculé. Dans le Danube même, on trouve des plantes aquatiques rares comme le piège à loup (Aldrovanda vesiculosa) et l’utriculaire.

### Importantes atteintes écologiques
Comme beaucoup d’autres fleuves, le Danube a subi de nombreuses atteintes importantes à son milieu naturel depuis le début de l’ère industrielle. Seuls 20 % des zones inondables qui subsistaient encore au XIXe siècle existent toujours et seule la moitié du cours du fleuve peut encore être considéré comme « naturelle ».
À côté de la progression de la pollution liée à l’industrie (rupture de digue minière de Ajka), à l’agriculture, au tourisme et aux eaux usées ainsi qu’à la régularisation par des digues, des barrages, des écluses et des canaux, ce sont surtout les grands projets qui perturbent fortement l’écosystème du Danube. Une protection internationale efficace de celui-ci s’avère difficile car ce ne sont pas moins de dix pays, dont certains des plus pauvres d’Europe, qui veulent profiter économiquement de leur situation au bord du fleuve.

#### Gabčíkovo-Nagymaros
Dans les accords du 16 septembre 1977 conclus entre la Tchécoslovaquie et la Hongrie, la construction (entre Gabčíkovo, près de Bratislava, et Nagymaros en Hongrie) d’un énorme ensemble de barrages et d’écluses destinés à la production d’énergie a été décidée. Les premières études pour le projet avaient vu le jour dès 1956.
Des craintes furent émises par des experts hongrois et autrichiens quant à la destruction des prairies alluviales autrichiennes, des paysages le long de la frontière slovaco-hongroise et de la mise en péril de la distribution d’eau potable à Budapest que le chantier entraînerait. Après que les travaux liés au projet furent déjà ralentis en 1983, le mouvement Duna Kör (« Danube malade ») fut créé en 1984 à Budapest et 140 000 personnes signèrent la pétition contre le barrage ; une manifestation de 40 000 personnes eut lieu en 1988 devant le parlement hongrois. Après la chute des régimes communistes en Europe en 1989, la Hongrie s’est retirée du projet sous la pression de la population.
La Tchécoslovaquie puis, après la division du pays en 1993, la Slovaquie continua la construction de la centrale à un autre endroit et déposa plainte contre la Hongrie la même année puis encore en 1997 devant la cour internationale de justice pour le respect de l’accord de Budapest de 1977.
La Hongrie accusa alors la Slovaquie de dériver de l’eau du Danube dans le nouveau canal artificiel de Gabčíkovo-Kanal. La cour internationale de justice a rendu le verdict que les accords de 1977 sont toujours valables et que les deux pays devraient trouver un terrain d’entente pour mener le projet à terme. Aucun compromis n’a encore été trouvé et cette situation envenime les relations entre la Hongrie et la Slovaquie jusqu’à aujourd’hui.

#### La centrale hydroélectrique des «Portes de Fer»

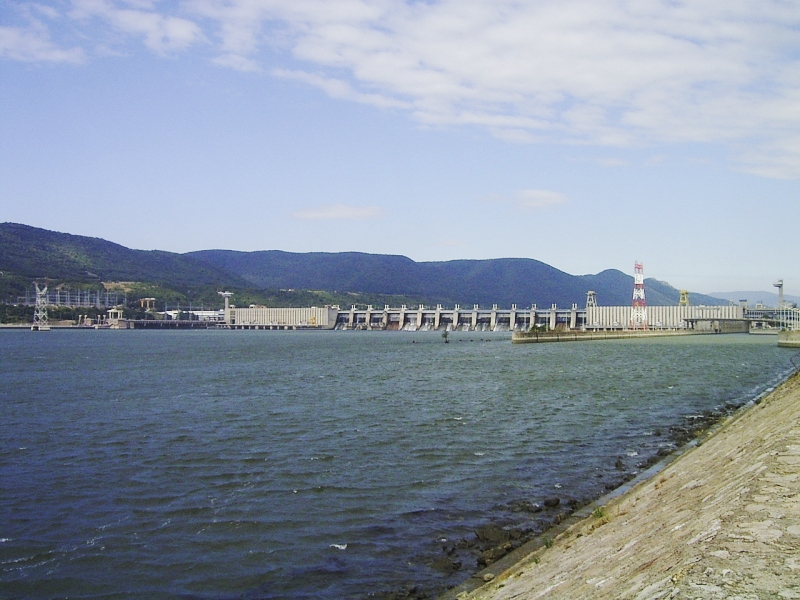
Barrage des « Portes de Fer ».

C’est en 1964 que la Yougoslavie et la Roumanie commencèrent à construire ensemble une centrale hydraulique, achevée en 1972 et située entre les Carpates du Sud et les monts métallifères serbes, en aval des « Portes de Fer ». Le barrage a créé un lac artificiel de 150 kilomètres de long, le niveau de l’eau montant de 35 mètres. Pour ménager une voie navigable permettant le passage des bateaux, deux écluses ont été construites et les rochers flanquant les rapides ont été dynamités.
Le lac du barrage a englouti la ville d’Orșova, cinq villages et l’île d'Ada Kaleh, habitée depuis 1669 par des Turcs (qui ont quitté la Roumanie et sont retournés en Turquie). En tout, ce sont 17 000 personnes qui ont dû être déplacées et de nombreux lieux culturels ont été perdus. Pour l’environnement également, la construction du barrage n’est pas restée sans suite : ainsi les esturgeons ne peuvent plus remonter le Danube pour frayer.
Afin de limiter les dégâts culturels et écologiques, certains éléments de la flore et de la faune ainsi que des biens archéologiques, culturels et historiques ont été déplacés et conservés dans deux parcs nationaux et dans des musées. Les parcs nationaux créés à cet effet sont celui de Đerdap en Serbie créé en 1974 et celui des « Portes de Fer » en Roumanie, créé en 2001.

#### Le port de Giurgiuleşti

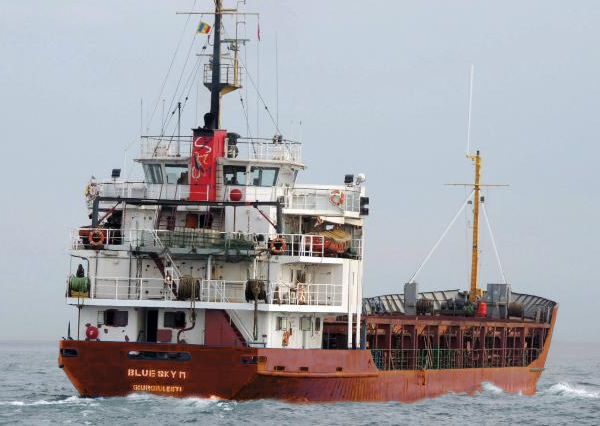
Le cargo moldave Blue Sky M peut transporter des conteneurs ou des automobiles.

En 1995, le gouvernement moldave a créé la société Terminal S.A., une coentreprise à participation grecque pour l’aménagement d’un port et d’une raffinerie de pétrole à l’est de Giurgiulești. Ce port a été vivement contesté pour quatre raisons :
- les doutes sur la nécessité même de ce port, alors que la Moldavie aurait pu négocier aisément des facilités d'accès aux ports roumains ou ukrainiens voisins de Galați et Reni, directement reliés à son réseau routier et ferroviaire ;
- le coût élevé des investissements, dont la rentabilité est aléatoire en pleine crise financière internationale ;
- l’échec de l’échange territorial avec l’Ukraine qui empêche l'accès des navires de fort tonnage ;
- en cas d’avarie, les polluants arriveraient en quelques heures dans le delta du Danube tout proche, sans être dilués, ce qui menace fortement cet écosystème protégé.

Le gouvernement moldave n’en eut cure et en 1996, la BERD lui a octroyé un crédit de plus de 19 millions de dollars et détient de ce fait 20 % de la société. 41 % sont détenus par la société moldave Tirex-Petrol et 39 % par la société grecque Technovax. Les travaux ont débuté en novembre 1997 mais les contestations se sont avérées réalistes et depuis 2001 le gouvernement moldave a dû annoncer vouloir vendre sa part. Des intéressés russes et azerbaïdjanais se sont fait connaître en 2003, permettant l’achèvement des travaux commencés et l’inauguration, le 13 avril 2007, d’une gare fluviale. Le trafic n’en reste pas moins épisodique.

#### Le canal de Bystroe
Le 27 août 2004, le chantier du canal de Bystroe fut ouvert en Ukraine. Reliant Vylkove sur le bras de Chilia au liman de Sasyk (Conduc), ce canal permet aux péniches fluviales d’éviter le passage par l’embouchure maritime, à une vingtaine de kilomètres plus à l’est. Éléments discordants : aucun port ne borde ce liman peu profond, le passage en mer vers Odessa reste incontournable, et ce canal entraîne d’une part la nécessité de draguer le liman (dont les boues anoxiques à H2S04 tueront la biodiversité) et draine la zone humide de Drakulija-Zhebrijany-Primorske (Drăculia-Jibrieni-Gălileşti), accélérant le débit et augmentant l’érosion des berges. Des organisations de défense des milieux, le gouvernement roumain et le commissaire de l’environnement de l’Union Européenne ont donc, vainement, protesté contre ce canal. Bien que l’Ukraine possède les deux rives de l’embouchure du bras de Chilia ainsi que les deux rives du principal chenal navigable au niveau de l’archipel de Kyslica (Chisliţa), le gouvernement ukrainien a accusé ces protestations de « dissimiler les intérêts hégémoniques de la Roumanie qui voudrait monopoliser du trafic fluvial », a poursuivi les travaux et inauguré l’ouvrage le 14 mai 2007. Le trafic, là encore, reste très modeste.

## Bassin économique du Danube

### Utilisation de l’eau

#### L’eau potable
Le Danube est une importante source d’eau potable pour dix millions de personnes qui vivent le long du cours d’eau. Dans le Land du Bade-Wurtemberg, la société qui fournit l’eau potable à la région située entre Stuttgart, Bad Mergentheim, Aalen et l’arrondissement d'Alb-Danube utilise de l’eau traitée du Danube à hauteur de 30 % sur les trente millions de mètres cubes distribués en 2004. D’autres villes comme Ulm ou Passau utilisent également encore pour une grande part de l’eau du Danube comme eau potable.
En Autriche en revanche, 99 % de l’eau potable est puisée dans les nappes phréatiques et des sources et seulement très rarement, par exemple pendant des périodes de canicule, dans l’eau du Danube. La même chose vaut pour la Hongrie qui utilise de l’eau des nappes phréatiques à 91 %. Les autres États situés le long du Danube central s’abstiennent de puiser l’eau potable dans le Danube à cause de la forte pollution de celui-ci. Seules des communes situées sur son rivage en Roumanie, où le fleuve est à nouveau plus propre, utilisent à nouveau de l’eau du Danube (Drobeta-Turnu Severin, delta du Danube).

#### L’énergie hydraulique
Cinq États riverains utilisent le Danube comme source d’énergie significative ; il s’agit de l’Allemagne, de l’Autriche, de la Slovaquie, de la Serbie et de la Roumanie. Pour les autres États, soit il manque le contrôle territorial partiel du Danube pour une construction autonome (la Croatie, la Bulgarie et la Moldavie ne disposent que d’une seule rive du fleuve), soit il n’y a pas la possibilité politique comme en Hongrie où l’opinion publique y est défavorable, soit le cours du Danube ne le permet pas comme en Ukraine.
En Allemagne, les premières centrales hydrauliques furent construites dès la fin du XIXe siècle, en particulier dans la région du Danube supérieur mais également près d’Ulm. Néanmoins, le Danube n’atteignit jamais l’importance qu’il occupe plus en aval en Allemagne car le débit du fleuve est encore faible et donc pauvre en énergie.
En Autriche, la situation est complètement différente même si la construction de la première centrale hydroélectrique ne remonte qu’à 1953. Aujourd’hui, l’Autriche est le pays en Europe, juste après l’Islande et la Norvège, dans lequel l’énergie hydraulique représente la plus grande part de la production énergétique et 20 % de la production totale d’énergie est assurée par les centrales du Danube. Mais cette évolution n’a pas que des côtés positifs : la monoculture de l’énergie hydraulique, qui en Autriche est essentiellement concentrée le long du Danube et ce de la frontière allemande jusqu’à Vienne (à l’exclusion de la Wachau), modifie le tracé et la vitesse du débit du cours d’eau et empêche l’inondation périodique des forêts alluviales écologiquement de grande importance. De plus, les écluses forment des barrières artificielles pour les poissons et d’autres organismes vivants qui ne peuvent plus se déplacer librement dans le fleuve.
En Slovaquie, l’énergie hydraulique est, avec 16 % de la production totale, la deuxième source énergie la plus importante après le charbon. Et la plus grande partie de cette énergie est produite par la centrale de Gabčíkovo-Nagymaros, initialement prévue pour être exploité en coopération avec la Hongrie qui s’est finalement désistée (voir ci-dessus).
Aujourd’hui la plus grande centrale hydroélectrique en Europe est la centrale de la « Porte de Fer » qui, après un chantier de huit ans, est exploitée depuis 1972 par la Serbie et la Roumanie. L’énergie hydraulique est une source d’énergie importante pour ces deux pays avec respectivement 37,1 % et 27,6 % de la production totale.

#### L'énergie nucléaire
L'eau du Danube est aussi utilisée pour le refroidissement de deux centrales nucléaires :
- centrale nucléaire de Kozlodouy (Bulgarie) ;
- centrale nucléaire de Cernavodă (Roumanie).

### La navigation

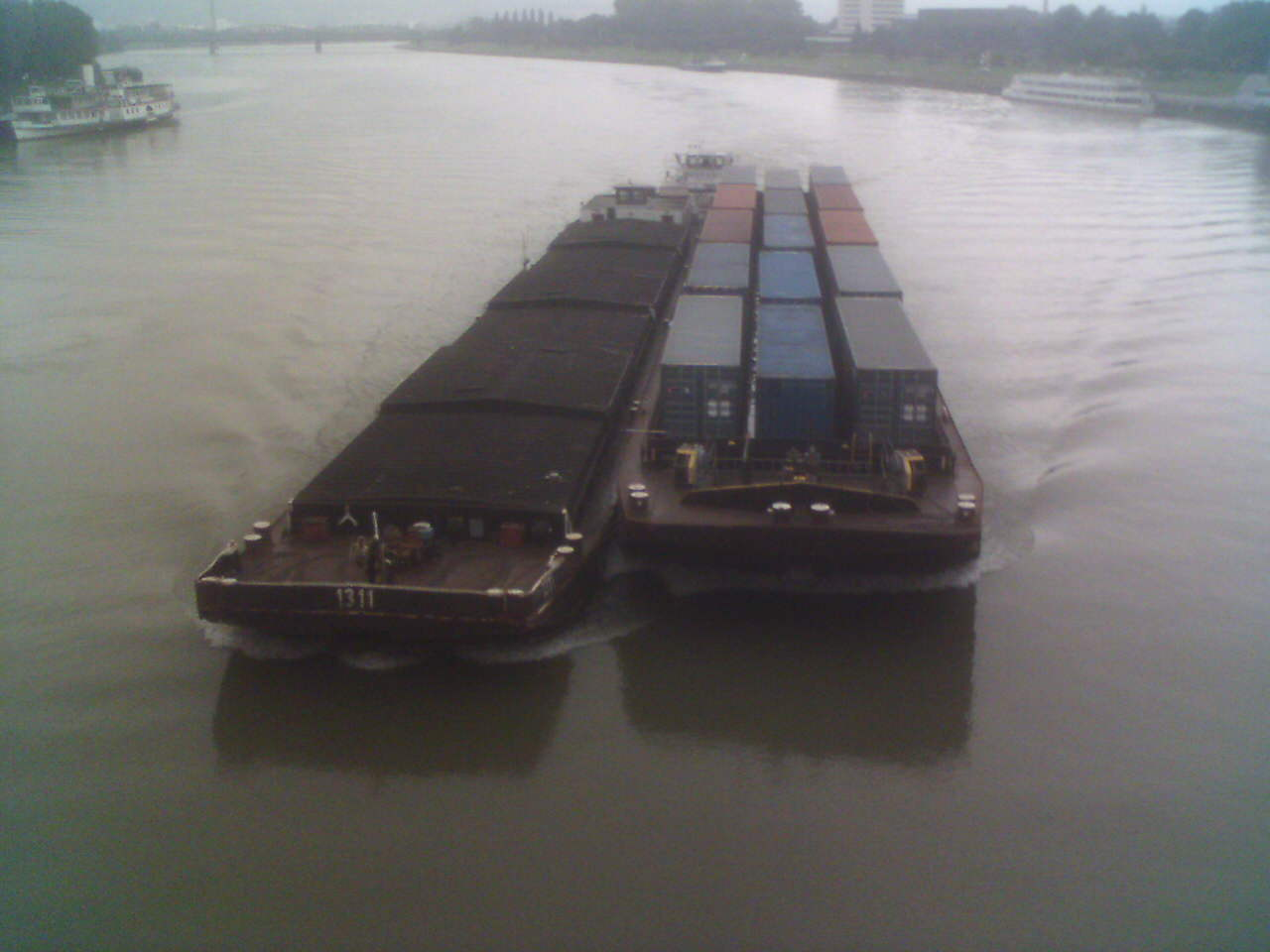
Navires marchands sur le Danube à Linz, Autriche.

Le Danube n’est navigable qu’à partir de Kelheim, à presque 500 kilomètres de sa source, sur une distance totale de 2 415 km jusqu’à l’embouchure. Le canal du Main au Danube, qui conflue avec celui-ci près de Kelheim, permet d’effectuer la liaison fluviale entre la mer du Nord et la mer Noire en passant par le Rhin et le Main.
En ce qui concerne la navigation danubienne, le fleuve est divisé en trois tronçons :
- le Haut Danube de Kelheim jusqu’à Komárom/Komárno ;
- le Moyen Danube de Komárom/Komárno jusqu’à Drobeta-Turnu Severin ;
- le Bas Danube de Drobeta Turnu-Severin jusqu’à l’embouchure.

#### La navigation historique sur le Danube supérieur
Le Danube figure parmi les plus anciennes et les plus importantes routes commerciales européennes. Dès la Préhistoire, le fleuve servait de moyen de transport, par exemple pour les fourrures qui étaient transportées le long du fleuve sur des radeaux. L’époque romaine vit la naissance de la navigation avec des bateaux qui furent souvent, après avoir effectué un long et périlleux voyage, démontés et vendus comme bois de construction une fois leur port d’arrivée atteint car si on ne pouvait pas gagner suffisamment lors du voyage retour à contre-courant, plus fastidieux et plus lent, on préférait l’éviter. De ce fait, les bateaux destinés à la navigation sur le Danube étaient de construction plus simple et moins nécessiteuse en bois que les radeaux. Des embarcations plus grandes, avec des longueurs de trente mètres et deux tonnes de charge utile, nommées bateaux ordinaires de Kelheim ou d’Ulm, étaient néanmoins parfois chargées de marchandises plus onéreuses, comme le vin ou le sel alimentaire, et tirées à contre-courant. Durant des siècles, les bateaux, souvent regroupés en convois, ne pouvaient être tirés à contre-courant que le long des chemins de halage, d’abord par des hommes puis, à partir du XVe siècle, par des animaux de trait.
Ces convois de bateaux étaient organisés de manière stricte et regroupaient jusqu’à soixante chevaux et autant d’équipages. À côté des bateaux qui transportaient la marchandise, d’autres bateaux qui transportaient des cordages, des vivres et des chevaux de rechange faisaient aussi partie du voyage. À cause des nombreuses ramifications du fleuve et de ses nombreux bas-fonds, un tel convoi ne se déplaçait que très lentement. Souvent on ne franchissait que quelques kilomètres par jour. Régulièrement, on devait changer de rivage avec les chevaux, la météo et le niveau des eaux du fleuve ralentissaient aussi la progression.

#### La navigation historique sur le Danube inférieur

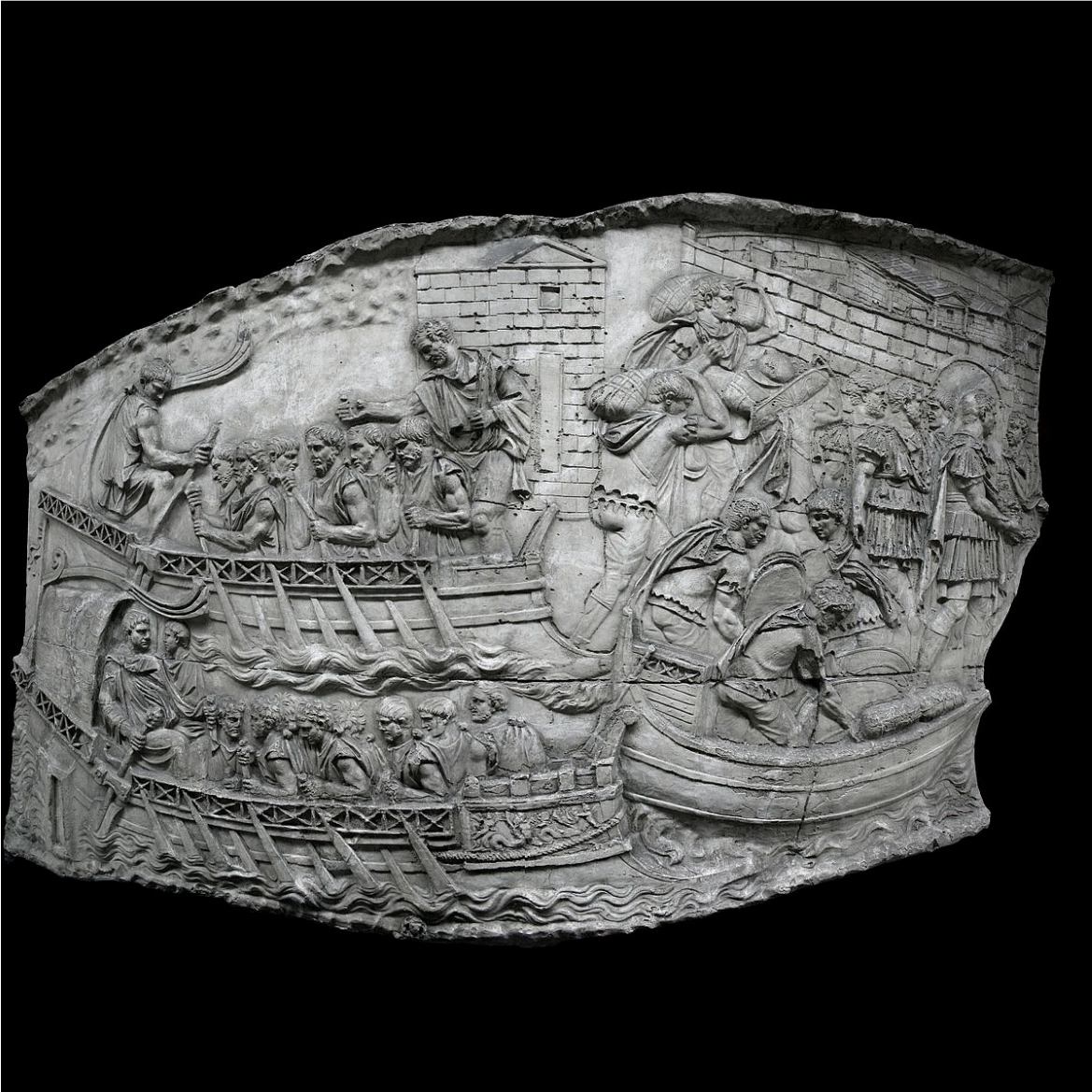
La classis (flotte romaine du Danube) sur la colonne Trajane.

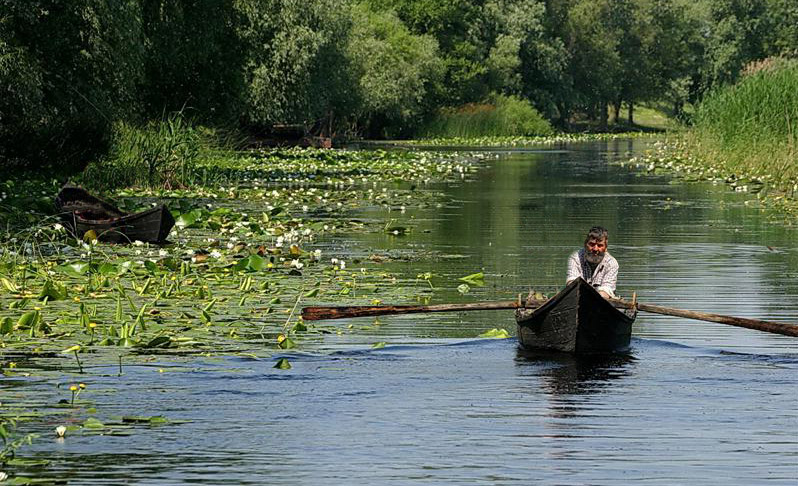
Lotcas du delta du Danube.

Des monoxyles datant de la Préhistoire ont été trouvés par George Vâlsan et Vasile Pârvan dès le début du XXe siècle, et Hérodote les mentionne aussi, mais ce sont les Grecs, les Perses, les Macédoniens et les Romains qui ont fait de la navigation sur le Danube une industrie et un art militaire, comme on peut le voir, par exemple, sur la Colonne Trajane. Le relais fut ensuite pris, à partir du IVe siècle, par l'Empire romain d'Orient, que nous appelons byzantin, avec ses dromons, ses ouzies, ses libournes et des ophidies, mais aussi par les bateaux effilés les peuples du nord : Slaves et Varègues, dont l'architecture se perpétue dans les « lotcas » des Lipovènes actuels.
Plus tard, au Moyen Âge, outre les péniches tirées par des chevaux dans les passages difficiles (essentiellement aux Portes de Fer où le courant est vif), le Danube fut parcouru par des « bolozanes », navires de charge à rames et voiles, et par toutes sortes de nefs et de mahonnes bulgares, serbes, hongroises, valaques, génoises, turques, moldaves et, plus tard, russes, dont les équipages étaient recrutés parmi les peuples riverains. Gênes eut au XIVe siècle un véritable empire commercial sur le bas-Danube, alors son grenier à blé : San Giorgio, Barilla, Caladda, Licovrissi, Licostomo étaient des escales reliées à ses comptoirs de la mer Noire tels Constanța, Montecastro et Policromia.
À l'époque moderne, le bas-Danube devint un enjeu stratégique dans les guerres russo-turques qui se succédèrent de 1568 à 1878, mais surtout aux XVIIIe et XIXe siècles, et le fleuve fut le théâtre de multiples batailles navales. À la fin de la guerre de Crimée, une première tentative de neutralisation du fleuve fut concrétisée par la mise en place de la première Commission du Danube, sont le siège fut fixé à Galați, en Moldavie par le Traité de Paris du 30 mars 1856.
Mais tout fut remis en question par la Guerre russo-turque de 1877-1878, et de nouvelles et sanglantes batailles navales eurent lieu durant les Guerres balkaniques et la Première Guerre mondiale, entre navires de guerre (à vapeur et cuirassés, cette fois) russes, roumains et serbes d'un côté, bulgares, austro-hongrois, allemands et turcs de l'autre. Il faut attendre 1921 pour que la Commission du Danube soit à nouveau activée… jusqu'à la Seconde Guerre mondiale.
Durant celle-ci, il n'y eut pas d'hostilités sur le fleuve entre les états riverains, situés dans les mêmes alliances entre les mêmes dates (après avoir été des satellites de l'Axe, Roumanie et Bulgarie basculèrent toutes deux du côté allié fin août-début septembre 1944), mais il y en eut avec la Wehrmacht et la Kriegsmarine en retraite : des ports comme Giurgiu, Roussé, Severin, Vidin ou Zimnicea subirent de gros dégâts. Par ailleurs les bateaux à vapeur et à aubes du fleuve furent nombreux à servir aux transferts forcés de populations. Ainsi, les flottes hongroise et roumaine convoyèrent, affrétées par le Reich nazi conformément au pacte Hitler-Staline, des centaines de milliers de personnes appartenant aux minorités allemandes vers l'amont (Vienne, pour y être emmenées par train vers le Wartheland) et, affrétées par l'organisation sioniste Aliyah, basée à Bucarest et dirigée par Eugen Meissner et Samuel Leibovici, autant de Juifs fuyant la Shoah vers l'aval (Sulina, pour y embarquer sur les navires maritimes du SMR à destination d'Haïfa ou Istanbul). Beaucoup de ces bateaux, qui ont tourné jusque dans les années 1960, rouillent à présent dans les ports riverains.
La Commission actuelle du Danube est la troisième : elle a été créée par la Convention de Belgrade du 18 août 1948 relative au régime de la navigation sur le Danube. Actuellement, à part les navires de la police fluviale, des garde-frontières et des douanes, il n'y a pas de flottes militaires sur le Danube, à l'exception de la section ukrainienne.

#### La navigation à vapeur sur le Danube

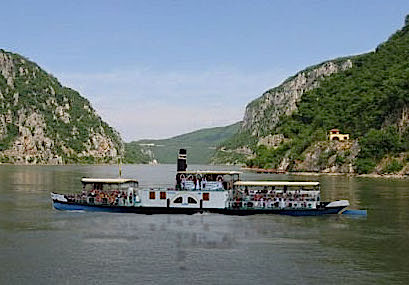
Bateau-mouche à vapeur touristique aux Portes de Fer.

Avec l’apparition des bateaux à vapeur et plus tard des locomotives, la navigation historique sur le Danube entama son déclin et c’est vers 1900 que les derniers convois furent tirés à contre-courant le long du fleuve. En 1812, le premier bateau à vapeur entra en service à Vienne. Quelques années plus tard à peine, en 1829, la première compagnie de navigation à vapeur du Danube, la Donaudampfschiffahrtsgesellschaft, vit le jour. De ce fait, les bateaux devenaient de plus en plus rapides et on peut citer en exemple le premier bateau à vapeur Franz I descendait le fleuve de Vienne à Budapest en 14 heures et 15 minutes en 1830. Pour le retour à contre-courant, il nécessita 48 heures et 20 minutes. En septembre 1837, le premier bateau, la Maria Anna, reliait Vienne à Linz. On peut visiter l’un des derniers exemplaires de ce type de bateau à Ratisbonne. La deuxième moitié du XIXe siècle était aussi l'âge d’or des bateaux à chaîne qui se hissaient à contre-courant le long d’une chaîne amarrée dans le lit du fleuve avec la force d’une machine à vapeur. De telles chaînes ont d’abord été posées sur la ligne Vienne-Bratislava mais aussi près de Ybbs et Ratisbonne.
Tous les pays héritiers de l'Autriche-Hongrie ont eu une flotte de navires à vapeur et à aubes après 1918, pour la plupart de construction allemande et autrichienne, quelques-uns de construction tchécoslovaque ou roumaine.
À l’origine, le Danube était un fleuve marchand ouvert, utilisable par tout le monde. Mais chaque pays riverain prélevait quand même des taxes douanières. Dans le traité de Paris de 1856, le droit au libre échange sur le Danube fut réglementé pour la première fois et une commission européenne du Danube fut créée, s’appuyant sur le texte des accords du congrès de Vienne de 1815 sur la navigation libre. 120 ans plus tard, le 18 août 1948, ce droit fut à nouveau entériné lors de la conférence de Belgrade. La navigation sur le Danube est permise aux bateaux de toutes les nationalités à l’exclusion des navires de guerre étrangers. Le respect de ces règles et la conservation de la navigabilité sont surveillés par la commission internationale du Danube.

#### La navigation sur le Danube aujourd’hui

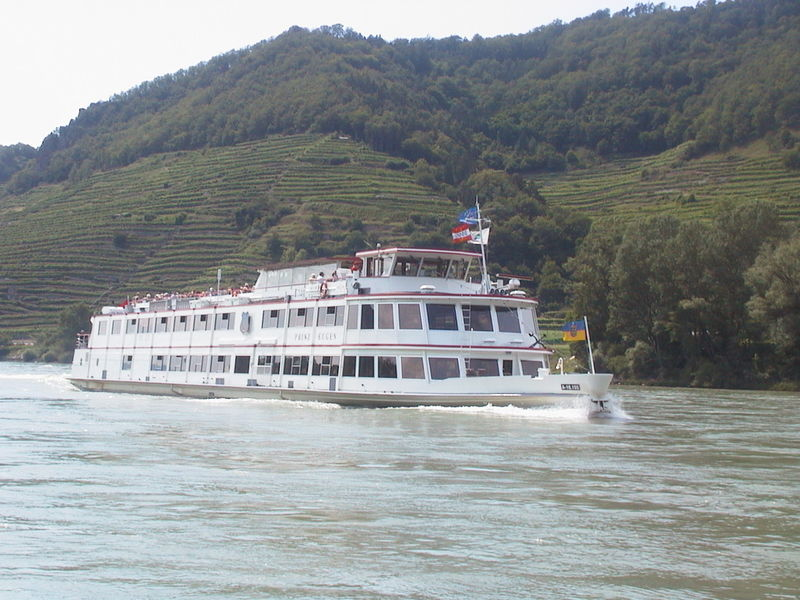
Bateau d’excursion Prinz Eugen dans la Wachau, Autriche.

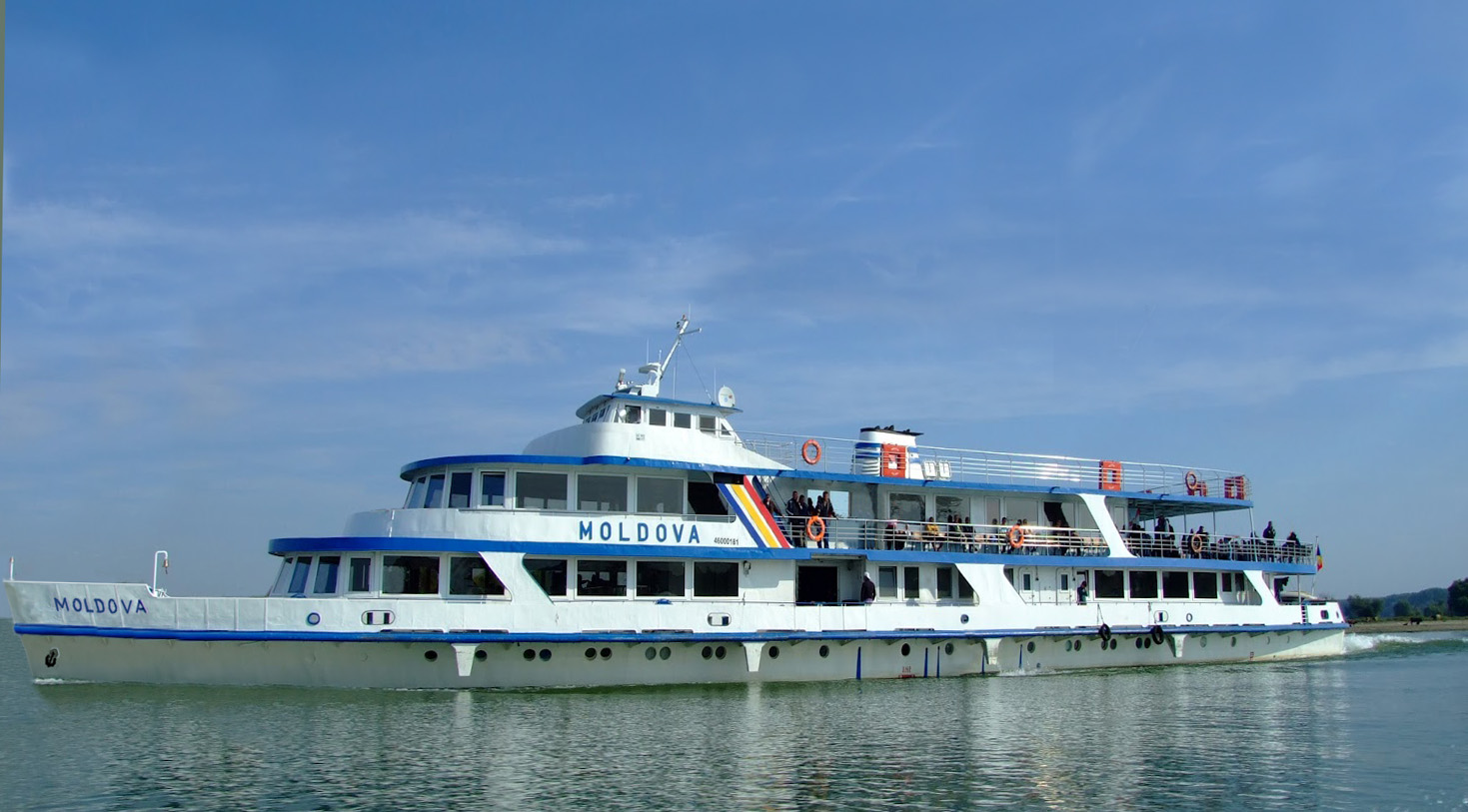
Bateau d’excursion Moldova dans le Delta du Danube.

En plus d’une centaine de bateaux-hôtels qui circulent principalement entre Passau, Budapest et la mer Noire, il existe de nombreux bateaux qui font des excursions journalières, en particulier en Allemagne dans la région de Passau et en Autriche dans la région de la Wachau, ainsi que d’innombrables petites embarcations de plaisance.
Le Danube constitue aujourd’hui un des deux grands ensembles européens du transport de marchandises par voie fluviale, le premier étant constitué par le Rhin dont le trafic se montait en 2000 à 300 millions de tonnes.
Contrastant avec le dynamisme du Rhin, le trafic marchandises sur le Danube a fortement chuté entre 1980 et 2002 passant de 90 à 39 millions de tonnes. Cette évolution s’explique par la conjonction de plusieurs phénomènes :
- les changements politiques dans les pays de l’Est et le passage à l’économie de marché ont modifié la donne dans le domaine du transport réduisant la part modale du transport fluvial : développement du transport routier, chute de la production de l’industrie lourde ;
- la première crise yougoslave entre 1992 et 1995 s’est accompagnée d’un embargo de l’ONU qui a entraîné une forte chute du trafic sur le Danube ;
- la deuxième crise yougoslave entre 1999 et 2002 avec la destruction du pont de Novi Sad a bloqué le trafic local[73] ;
- un changement de méthode statistique intervenu en 1990 excluant les transports sur une distance inférieure à deux kilomètres explique une partie de la chute du trafic intérieur dans le tableau ci-dessous.

A contrario, l’ouverture du canal Main-Danube en 1992 a entraîné une croissance du trafic sur le Haut Danube.
| Pays                     | Type de trafic      | 1980   | 1990   | 1995   | 2002   | 2004   |
| ------------------------ | ------------------- | ------ | ------ | ------ | ------ | ------ |
| Allemagne                | National            | 192    | 289    |        |        |        |
| Allemagne                | International       | 1 808  | 1 085  |        | 8 331  | 8 476  |
| Autriche                 | National            | 830    | 607    | 522    | 561    | 191    |
| Autriche                 | International       | 1 246  | 1 236  | 789    | 1 595  | 1 635  |
| Bulgarie                 | National            | 8 389  | 3 060  |        | 1 402  | 1 620  |
| Bulgarie                 | International       | 903    | 477    | 222    | 392    | 419    |
| Croatie                  | National            |        |        |        | 120    | 130    |
| Croatie                  | International       |        |        |        | 925    | 1 140  |
| Hongrie                  | National            | 9 819  | 4 109  |        |        | 790    |
| Hongrie                  | International       | 1 279  | 9 114  | 2 674  | 3 452  | 1 178  |
| Roumanie                 | National            | 15 003 | 8 144  | 4 715  | 8 606  | 12 417 |
| Roumanie                 | International       | 3 769  | 2 120  | 2 320  | 678    | 2 189  |
| Serbie                   | National            | 15 156 | 8 994  |        | 2 674  | 1 997  |
| Serbie                   | International       | 612    | 1 634  |        | 1 085  | 465    |
| Slovaquie                | National            | 1 865  | 3 490  |        | 1 751  | 105    |
| Slovaquie                | International       | 1 885  | 2 020  | 1 583  | 1 352  | 1 110  |
| Ukraine                  | National            | 7 478  | 6 776  | 675    | 649    | 234    |
| Ukraine                  | International       | 12 029 | 13 071 | 5 617  | 5 539  | 7 867  |
| Total (départ terrestre) | National            | 58 731 | 35 469 | 5 912  | 15 655 | 17 389 |
| Total (départ terrestre) | International       | 23 531 | 30 757 | 13 205 | 22 520 | 23 453 |
| Entrées par mer          | Entrées par mer     | 8 080  | 3 345  | 2 688  | 394    | 668    |
| Total                    | Total               | 90 342 | 65 571 | 21 805 | 38 569 | 41 510 |
| Indice (1990 : 100)      | Indice (1990 : 100) | 130    | 100    | 31     | 55     | 63     |

Elle se fait par un certain nombre de ports comme celui de Belgrade, Budapest, Cernavodă, de Linz, Bratislava, Galați, Giurgiulești ou à port de Freudenau, Vienne.

### Flottage du bois
Aux XVIIIe et XIXe siècles, le Danube servait de voie de transport pour le bois de la forêt de Bohême. Les grumes étaient amenées par flottage dans la rivière Große Mühl par le canal de Schwarzenberg, transvasées dans des bateaux puis acheminées jusqu’à Vienne où elles étaient vendues comme bois de chauffage. De semblables radeaux de grumes descendaient, des Carpates, par les affluents Olt ou Siret, jusqu'aux bouches du fleuve (Tulcea ou Sulina) d'où elles allaient vers Istanbul pour y être converties en charpentes, meubles ou navires.

### Pêche

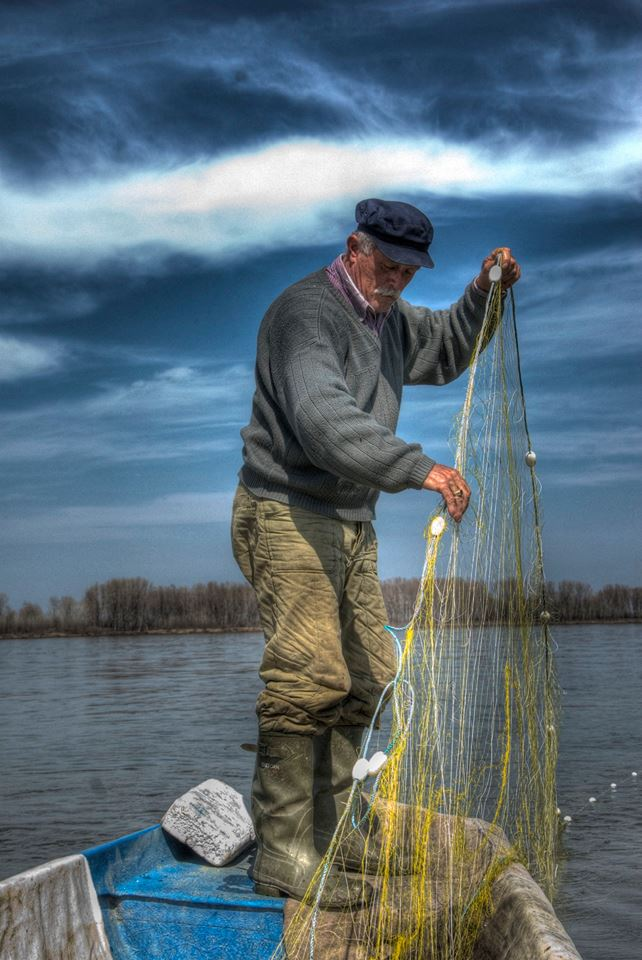
Pêcheur sur le Danube.

L’importance de la pêche, de laquelle vivait toute la population durant le Moyen Âge à certains endroits, a régressé fortement au cours des XIXe et XXe siècles. En Allemagne par exemple, il ne subsiste plus qu’un seul pêcheur du Danube entre Straubing et Vilshofen an der Donau. En Autriche, la pêche est encore un peu pratiquée autour des villes de Linz et Vienne mais dans le delta du Danube, elle est encore pratiquée de manière plus intensive.
Dans le bassin du bas-Danube, l’un des étudiants d’Ernst Haeckel (l'inventeur de l'écologie), le naturaliste et géographe Grigore Antipa mit en place à partir de 1898, avec l'appui du roi Carol Ier, un système de gestion rationnelle des ressources naturelles des zones humides ayant pour but de faciliter la navigation, d'augmenter la production de poisson et de cannes, et de diminuer la biomasse des moustiques, sans contrarier les équilibres écologiques ni le rôle de filtre et d'éponge à crues que jouent les zones humides.
Après la Seconde Guerre mondiale la pensée duale développée au XXe siècle, pensée qui oppose l'homme à la nature et l'économie à l'écologie, mit fin aux expériences fructueuses d'Antipa, et le régime Ceaușescu détruisit ses aménagements, endigua les bras d'eau, et assécha d'immenses surfaces entre Silistra et Galați, ainsi que dans le Delta, faisant disparaître les frayères naturelles, bloquant les chemins de migration et chuter la production de poisson (sans parler de la sursalure des sols et du risque d'inondation dû à la disparition des zones tampons). Les politiques actuelles tentent de réparer ces dégâts, notamment dans la réserve de biosphère du delta du Danube.

### Viticulture

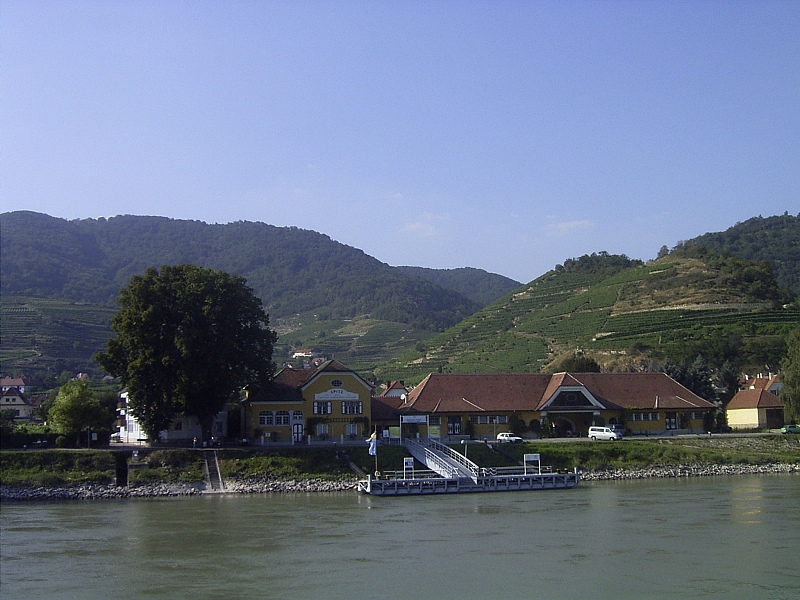
Vignes près de Spitz (Wachau).

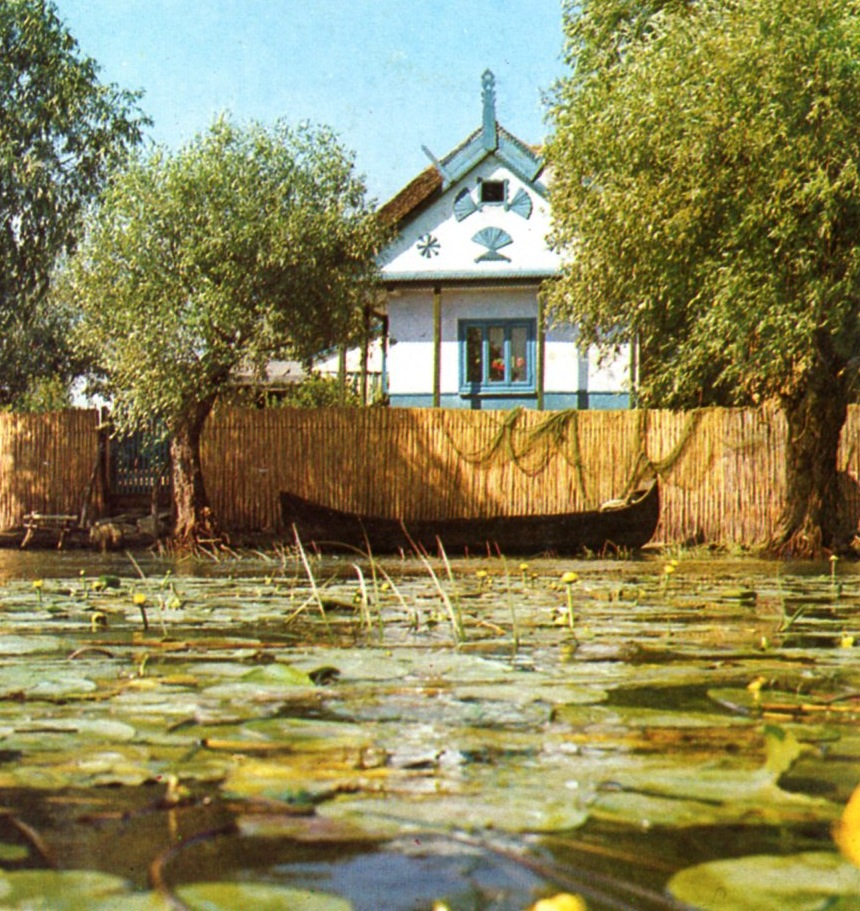
Maison d'hôte, Delta du Danube.

Le Danube est également une région viticole, dans deux pays essentiellement. La région qui produit les vins de meilleure qualité est la Wachau, en Autriche, où sont cultivés principalement les cépages grüner Veltliner, riesling et chardonnay.
En Hongrie, la vigne est cultivée sur presque tout le long du Danube entre Visegrád et la frontière sud du pays. La capitale du vin hongrois est Vác. Durant l’ère socialiste, les vins hongrois, autrefois réputés, perdirent beaucoup en qualité mais depuis les années 1990 le vignoble hongrois connaît une renaissance.
Un troisième pays, l’Allemagne, produit également un peu de vin près de Bach an der Donau, entre Ratisbonne et Straubing. Il s’agit là d’une curiosité économiquement insignifiante mais qui reste la dernière relique culturelle, jadis bien vivante, du vin bavarois importé par les romains.

### Tourisme
À côté des nombreux centres d’intérêts célèbres situés le long du Danube, de nombreux paysages et parc nationaux (déjà décrits ci-dessus) sont également importants pour le tourisme. Il existe aussi de nombreux endroits, en particulier sur le Danube supérieur non navigable, où l’on peut pratiquer le canoë, la barque et le pédalo. Le fleuve est par ailleurs bordé de belles pistes cyclables, en Allemagne et en Autriche surtout (Eurovéloroute 6).
La navigation de croisière fluviale est aussi très active sur le Danube où, en dehors du tronçon très fréquenté de Vienne à Budapest, certains bateaux naviguent également de Passau jusqu’au delta. Dans la haute saison ce sont plus de 70 bateaux de croisière qui sillonnent le fleuve.

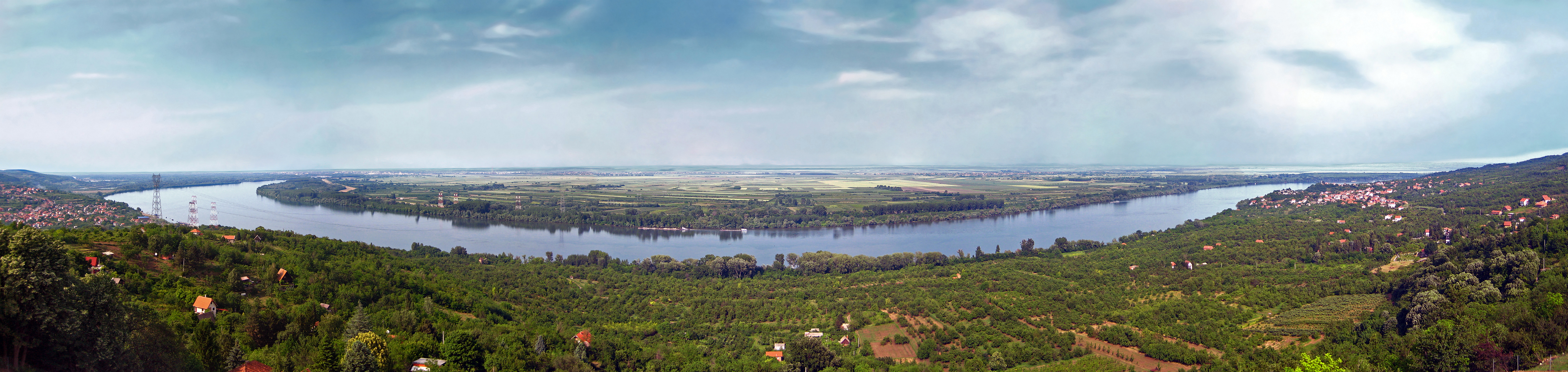
Le Danube à Ritopek, dans la banlieue de Belgrade (Serbie).

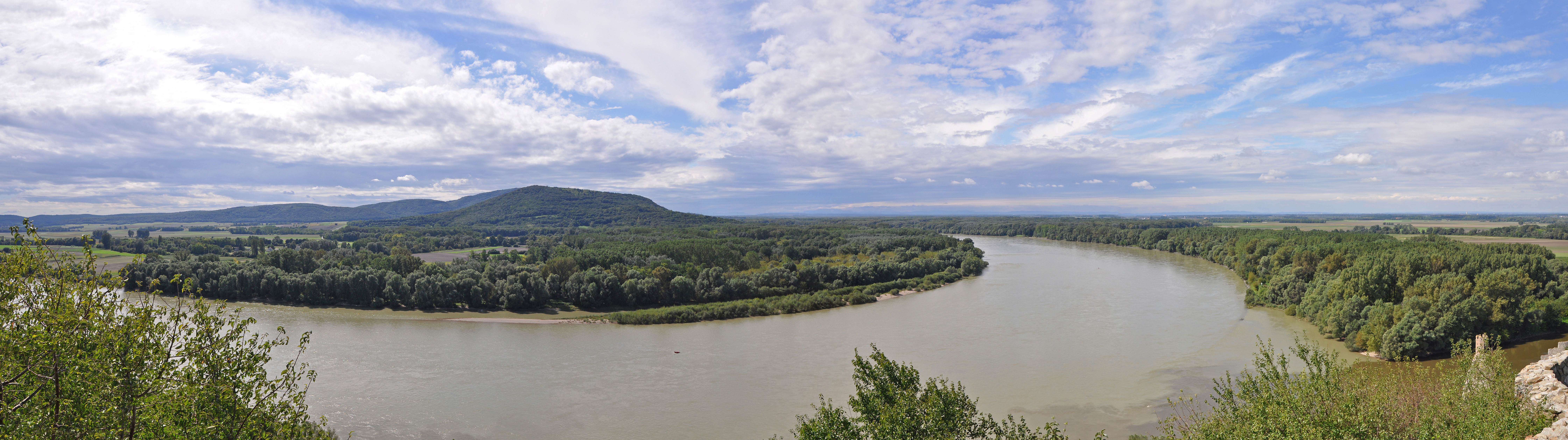
Boucle du Danube à hauteur de Devín, près de Bratislava (Slovaquie), à la frontière austro-slovaque. À droite : l'embouchure de la Morava, dont l'eau plus limpide contraste avec la couleur limoneuse du Danube.

### Culture
Les rives du Danube sont utilisées comme espace pour la présentation de sculptures.

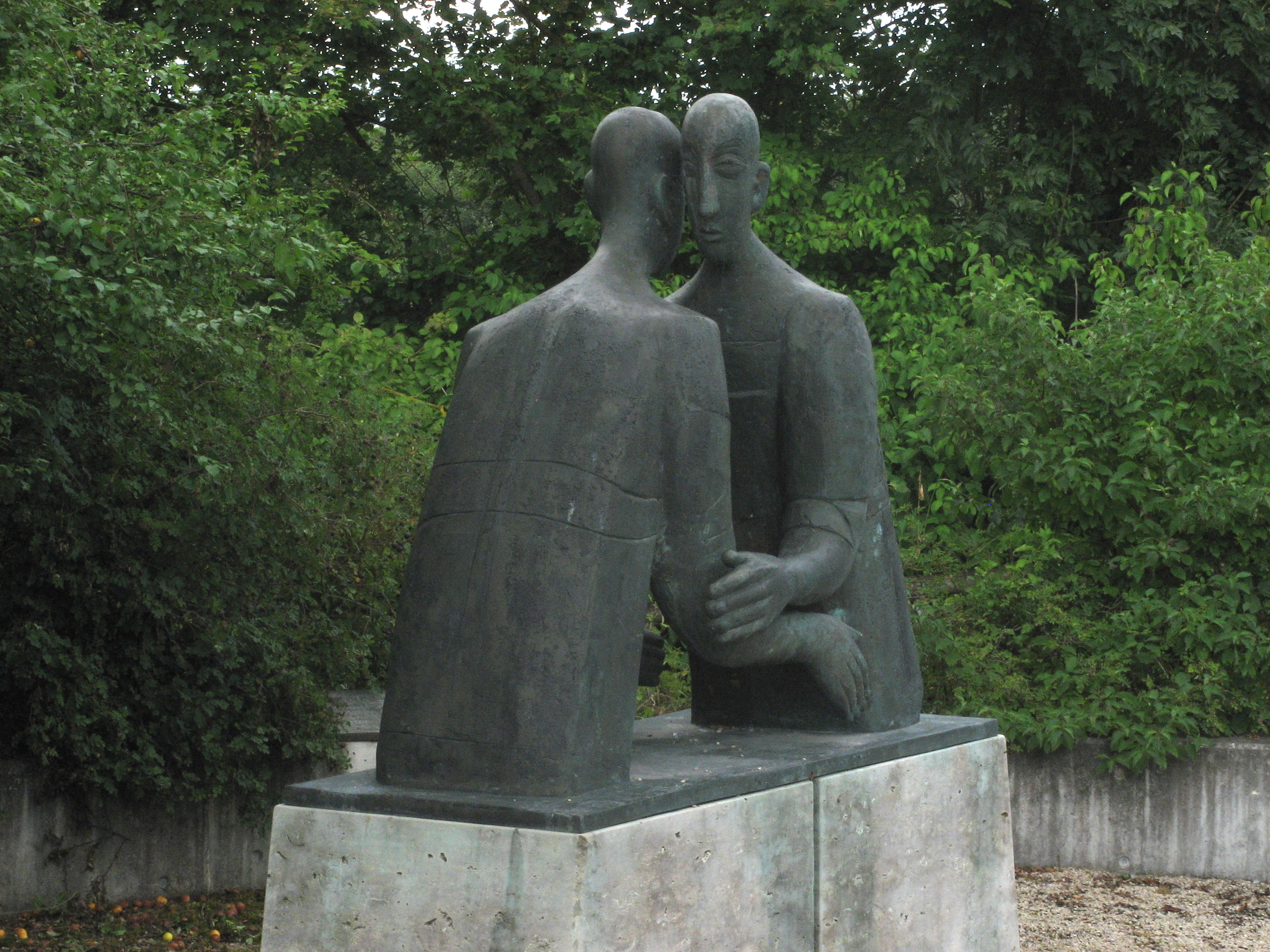
Sculpture ouest de la Bavière.

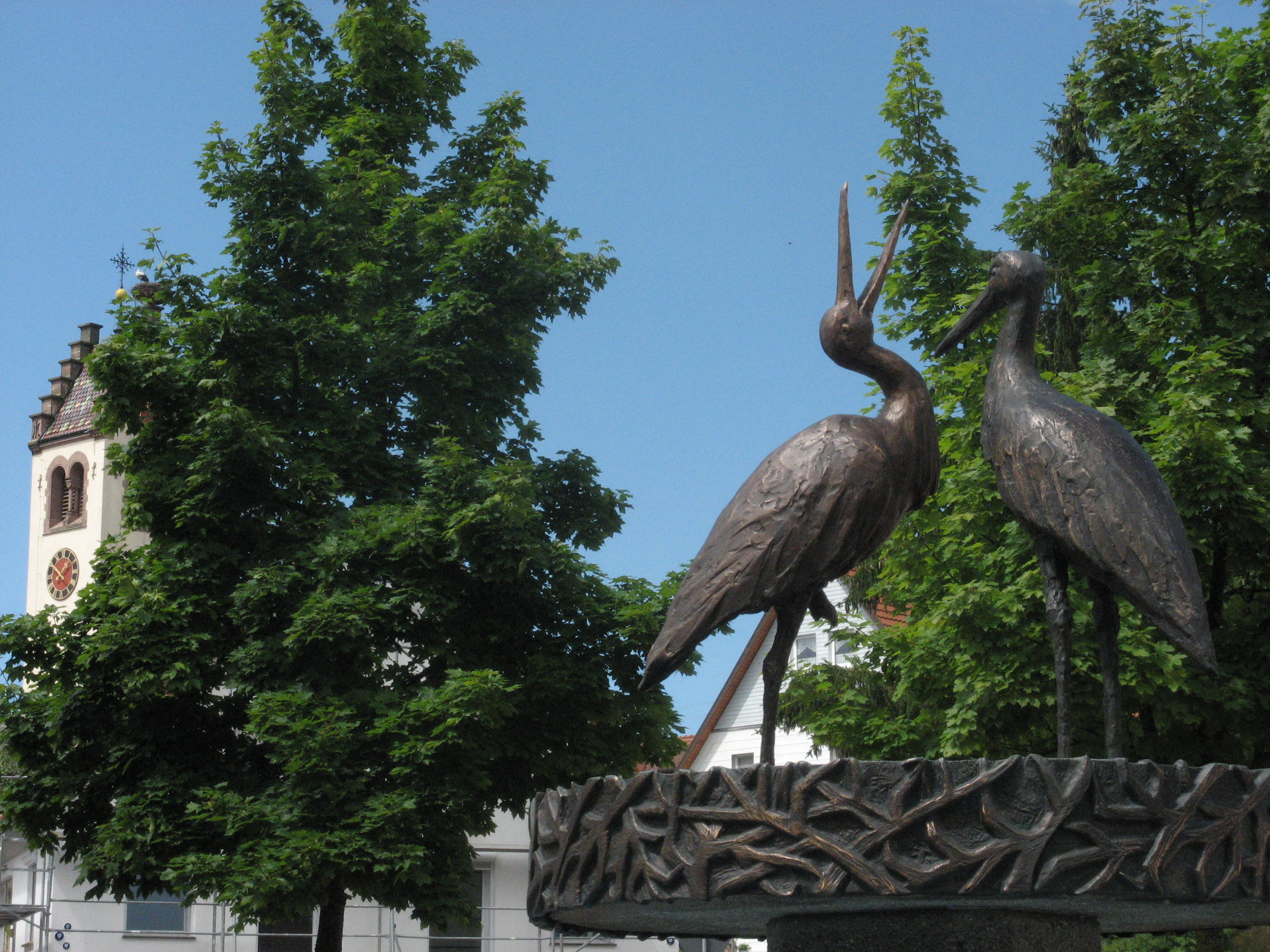
Sculpture à Donaueschingen Souabe.